# Liste der Kulturdenkmale in der Leipziger Vorstadt (A–H)
Die Liste der Kulturdenkmale in der Leipziger Vorstadt enthält die Kulturdenkmale des Stadtteils Leipziger Vorstadt in der Dresdner Gemarkung Neustadt. Diese Gemarkung gliedert sich in die Stadtteile Innere Neustadt, Äußere Neustadt, Leipziger Vorstadt, Radeberger Vorstadt und Albertstadt. Zur Leipziger Vorstadt gehört auch die vorstädtische Siedlung  Neudorf und das Quartier Scheunenhofviertel. Die Anmerkungen sind zu beachten.
Diese Liste ist eine Teilliste der Liste der Kulturdenkmale in Dresden. 

Diese Liste ist eine Teilliste der Liste der Kulturdenkmale in Sachsen.
Aufgrund der hohen Anzahl der Kulturdenkmale wurde die alphabetisch nach Adressen geordnete Liste in folgende zwei Teillisten untergliedert:
- Liste der Kulturdenkmale in der Leipziger Vorstadt (A–H)
- Liste der Kulturdenkmale in der Leipziger Vorstadt (I–Z)

Diese Teilliste enthält alle Kulturdenkmale von A–H.

## Legende
- Bild: Bild des Kulturdenkmals, ggf. zusätzlich mit einem Link zu weiteren Fotos des Kulturdenkmals im Medienarchiv Wikimedia Commons. Wenn man auf das Kamerasymbol klickt, können Fotos zu Kulturdenkmalen aus dieser Liste hochgeladen werden:
- Bezeichnung: Denkmalgeschützte Objekte und ggf. Bauwerksname des Kulturdenkmals
- Lage: Straßenname und Hausnummer oder Flurstücknummer des Kulturdenkmals. Die Grundsortierung der Liste erfolgt nach dieser Adresse. Der Link (Karte) führt zu verschiedenen Kartendiensten mit der Position des Kulturdenkmals. Fehlt dieser Link, wurden die Koordinaten noch nicht eingetragen. Sind diese bekannt, können sie über ein Tool mit einer Kartenansicht einfach nachgetragen werden. In dieser Kartenansicht sind Kulturdenkmale ohne Koordinaten mit einem roten bzw. orangen Marker dargestellt und können durch Verschieben auf die richtige Position in der Karte mit Koordinaten versehen werden. Kulturdenkmale ohne Bild sind an einem blauen bzw. roten Marker erkennbar.
- Datierung: Baubeginn, Fertigstellung, Datum der Erstnennung oder grobe zeitliche Einordnung entsprechend des Eintrags in der sächsischen Denkmaldatenbank
- Beschreibung: Kurzcharakteristik des Kulturdenkmals entsprechend des Eintrags in der sächsischen Denkmaldatenbank, ggf. ergänzt durch die dort nur selten veröffentlichten Erfassungstexte oder zusätzliche Informationen
- ID: Vom Landesamt für Denkmalpflege Sachsen vergebene, das Kulturdenkmal eindeutig identifizierende Objekt-Nummer. Der Link führt zum PDF-Denkmaldokument des Landesamtes für Denkmalpflege Sachsen. Bei ehemaligen Kulturdenkmalen können die Objektnummern unbekannt sein und deshalb fehlen bzw. die Links von aus der Datenbank entfernten Objektnummern ins Leere führen. Ein ggf. vorhandenes Icon  führt zu den Angaben des Kulturdenkmals bei Wikidata.

## Leipziger Vorstadt
| Bild                                    | Bezeichnung | Lage | Datierung | Beschreibung | ID       |
| --------------------------------------- | --- | --- | --- | --- | -------- |
| Weitere Bilder                          | Grumbt-Villa | Alexander-Puschkin-Platz 1 (Karte)                                                                                 | 1888 (Villa) | Villa mit Garten und Einfriedung; äußerst repräsentativer historistischer Bau mit originaler Ausstattung, darunter Malerei (als Dekorationsmalerei), anspruchsvolle Fassadengestaltung orientiert sich an italienischer Renaissance, baugeschichtlich und künstlerisch bedeutend | 09214500 |
| Direkt Bild zu diesem Denkmal hochladen | Sachgesamtheit Baugruppe Bärwalder Straße, mit zahlreichen Einzeldenkmalen | Bärwalder Straße 1; 2; 3; 4; 5; 6; 7; 8; 9; 10; 11; 12; 13; 14; 15; 16; 17; 18; 19; 21; 23; 25; 27; 29; 31 (Karte) | 1926–1931 (Siedlung), 1926–1931 (Reihenhaus), 1926–1931 (Sachgesamtheit)                                                                                              | Sachgesamtheit Baugruppe Bärwalder Straße, mit Gebäuden (Einzeldenkmale) und den Grünanlagen als Sachgesamtheitsteile; Siedlungsanlage des Kleinwohnungsbauvereins und des Heimstättenvereins Dresden-Nordost, in etwa zwischen Hechtstraße, Oberauer Straße, Bärnsdorfer Straße und Seifersdorfer Straße aus 14 Häuserzeilen des Kleinwohnungsbauvereins über unterschiedlichen Grundrissen bestehend und aus 18 Reihenhausgruppen des Heimstättenvereins, Siedlung baugeschichtlich und stadtentwicklungsgeschichtlich sowie städtebaulich bedeutend. | 09301952 |
|                                         | Einzeldenkmal der Sachgesamtheit Baugruppe Bärwalder Straße (Objekt 09301952): Häuserzeile (Bärwalder Straße 1/3/5/7 und Hechtstraße 91/93/95/97)                                                                                      | Bärwalder Straße 1; 3; 5; 7 (Karte)                                                                                | 1926–1939, bezeichnet 1926 (Mehrfamilienwohnhaus) | Siedlung des Kleinwohnungsbauvereins und des Heimstättenvereins Dresden-Nordost; konvex gekrümmte Häuserzeile, baugeschichtlich und stadtentwicklungsgeschichtlich bedeutend | 09215399 |
|                                         | Einzeldenkmal der Sachgesamtheit Baugruppe Bärwalder Straße (Objekt 09301952): Gebäudekomplex mit Hochhaus (Bärwalder Straße 2/4/6 und Hechtstraße 99/101/103/105)                                                                     | Bärwalder Straße 2; 4; 6 (Karte)                                                                                   | 1926–1930 (Mehrfamilienwohnhaus) | Siedlung des Kleinwohnungsbauvereins und des Heimstättenvereins Dresden-Nordost; über spitzwinkligem Grundriss, baugeschichtlich und stadtentwicklungsgeschichtlich bedeutend | 09215397 |
|                                         | Einzeldenkmal der Sachgesamtheit Baugruppe Bärwalder Straße (Objekt 09301952): Häuserzeile (Bärwalder Straße 8/10/12, Hechtstraße 107/109/111/113/115/117/119/121/123/125, Niederauer Platz 4–9 und Ottendorfer Straße 17/19/21/23/25) | Bärwalder Straße 8; 10; 12 (Karte)                                                                                 | 1926–1930 (Mehrfamilienwohnhaus) | Siedlung des Kleinwohnungsbauvereins und des Heimstättenvereins Dresden-Nordost; erstreckt sich vom Niederauer Platz über die Ottendorfer Straße bis in die Hechtstraße, baugeschichtlich und stadtentwicklungsgeschichtlich bedeutend | 09215402 |
|                                         | Einzeldenkmal der Sachgesamtheit Baugruppe Bärwalder Straße (Objekt 09301952): Häuserzeile | Bärwalder Straße 9; 11; 13; 15 (Karte)                                                                             | 1926–1930 (Mehrfamilienwohnhaus) | Siedlung des Kleinwohnungsbauvereins und des Heimstättenvereins Dresden-Nordost; baugeschichtlich und stadtentwicklungsgeschichtlich bedeutend | 09215400 |
|                                         | Einzeldenkmal der Sachgesamtheit Baugruppe Bärwalder Straße (Objekt 09301952): Häuserzeile (Bärwalder Straße 14/16/18 und Niederauer Platz 1–3)                                                                                        | Bärwalder Straße 14; 16; 18 (Karte)                                                                                | 1926–1930 (Mehrfamilienwohnhaus) | Siedlung des Kleinwohnungsbauvereins und des Heimstättenvereins Dresden-Nordost; über rechtwinkligem Grundriss, baugeschichtlich von Bedeutung und stadtentwicklungsgeschichtlich bedeutend | 09215403 |
|                                         | Einzeldenkmal der Sachgesamtheit Baugruppe Bärwalder Straße (Objekt 09301952): Häuserzeile | Bärwalder Straße 17; 19; 21; 23; 25; 27; 29; 31 (Karte)                                                            | 1926–1930 (Mehrfamilienwohnhaus) | Siedlung des Kleinwohnungsbauvereins und des Heimstättenvereins Dresden-Nordost; baugeschichtlich und stadtentwicklungsgeschichtlich bedeutend | 09215401 |
| Weitere Bilder                          | Linienverzweiger der Deutschen Reichspost | Bischofsplatz 1 (vor) (Karte)                                                                                      | um 1925 (Linienverzweiger) | Linienverzweiger; polygonales Metallgehäuse auf Kunststeinsockel mit Lüftungshaube, von Seltenheits- und Dokumentationswert sowie technikgeschichtlich von Bedeutung. | 09306744 |
| Weitere Bilder                          | Mietshaus in geschlossener Bebauung | Bischofsplatz 4 (Karte)                                                                                            | Ende 19. Jh. (Mietshaus) | mit Läden, markanter Bau mit historisierender Klinker-Fassade, platzbildprägend und baugeschichtlich bedeutend | 09214461 |
|                                         | Römmler-Häuser: Wohnanlage der Kleinwohnungsbaugenossenschaft – Baugruppe Bischofsplatz (Bischofsplatz 12/14/16 und Johann-Meyer-Straße 2–6b)                                                                                          | Bischofsplatz 12; 14; 16 (Karte)                                                                                   | 1913–1914 (Mehrfamilienwohnhaus) | aus drei aufgefächerten Flügeln mit Tor- und Verbindungsbauten bestehender Gebäudekomplex, straßenbildprägend und baugeschichtlich bedeutend, benannt nach dem Fotografen Emil Römmler (1842–1941; Verlag Römmler & Jonas), der für die Finanzierung sorgte. | 09215329 |
| Weitere Bilder                          | Eisenbahnbrücken; Stellwerk; Eisenbahnstrecke Görlitz–Dresden | Bischofsweg (Karte)                                                                                                | 1844 (Eisenbahnbrücke) | Zwei Eisenbahnbrücken und Stellwerk; nebeneinander angeordnete Bogenbrücke aus Naturstein und Stahlträgerbrücke sowie Stellwerk der Eisenbahnstrecke Görlitz–Dresden (sä. GD, 6212), städtebauliche und technikgeschichtlich bedeutende Zeugnisse der Stadtumgestaltung um 1900, als Teil der Verbindung nach Schlesien auch eisenbahngeschichtlich von Bedeutung. | 09214463 |
|                                         | Häuser der Johann-Meyer-Stiftung: Zwei Arbeiterwohnhäuser (mit je zwei Eingängen) und Anbauten für sanitäre Einrichtungen | Buchenstraße 24; 24a; 26; 26a (Karte)                                                                              | 1873–1876 (Arbeiterwohnhaus) | gemeinsam mit den Doppelwohnhäusern Buchenstraße 25/27 und Hechtstraße 75/77 sowie dem Eckhaus Hechtstraße 73 erste Beispiele des sozialen Wohnungsbaus in Dresden, baugeschichtlich und sozialgeschichtlich bedeutend, benannt nach Johann Meyer. | 09214807 |
|                                         | Zwei Arbeiterwohnhäuser (mit je zwei Eingängen) und Anbauten für sanitäre Einrichtungen | Buchenstraße 25; 25a; 27; 27a (Karte)                                                                              | um 1881 (Arbeiterwohnhaus) | gemeinsam mit den Doppelwohnhäusern Buchenstraße 24/26 und Hechtstraße 75/77 sowie dem Eckhaus Hechtstraße 73, erste Beispiele des sozialen Wohnungsbaus in Dresden, baugeschichtlich und sozialgeschichtlich bedeutend | 09214808 |
|                                         | Fassade und Tür eines Mietshauses in geschlossener Bebauung | Bürgerstraße 13 (Karte)                                                                                            | um 1890 (Mietshaus) | Teil eines spätgründerzeitlichen Quartiers mit zeittypischer Putzfassade, baugeschichtlich und stadtentwicklungsgeschichtlich bedeutend | 09215464 |
|                                         | Mietshaus in geschlossener Bebauung | Bürgerstraße 15 (Karte)                                                                                            | um 1890 (Mietshaus) | Teil eines spätgründerzeitlichen Quartiers mit zeittypischer Putzfassade, baugeschichtlich und stadtentwicklungsgeschichtlich bedeutend | 09215463 |
|                                         | Mietshaus in geschlossener Bebauung | Bürgerstraße 17 (Karte)                                                                                            | um 1890 (Mietshaus) | schlichte zeittypische Putzfassade, Teil eines spätgründerzeitlichen Quartiers, baugeschichtlich und stadtentwicklungsgeschichtlich bedeutend | 09215462 |
|                                         | Mietshaus in geschlossener Bebauung | Bürgerstraße 19 (Karte)                                                                                            | um 1890 (Mietshaus) | mit Laden, Teil eines spätgründerzeitlichen Quartiers mit zeittypischer Putzfassade, baugeschichtlich und stadtentwicklungsgeschichtlich bedeutend | 09215461 |
| Weitere Bilder                          | Mietshaus in geschlossener Bebauung | Conradstraße 1 (Karte)                                                                                             | um 1880 (Mietshaus) | schlichter Putzbau bildet markantes Ensemble mit benachbarten Häusern, baugeschichtlich und stadtentwicklungsgeschichtlich bedeutend | 09215058 |
| Weitere Bilder                          | Mietshaus in halboffener Bebauung | Conradstraße 3 (Karte)                                                                                             | um 1880 (Mietshaus) | schlichter historisierender Putzbau der späten Gründerzeit, baugeschichtlich und stadtentwicklungsgeschichtlich bedeutend | 09215059 |
| Weitere Bilder                          | Mietshaus in geschlossener Bebauung | Conradstraße 6 (Karte)                                                                                             | um 1890 (Mietshaus) | repräsentativer, roter Klinkerbau im Stil des Historismus, Teil einer geschlossenen Häuserzeile der späten Gründerzeit, baugeschichtlich und stadtentwicklungsgeschichtlich bedeutend | 09215060 |
| Weitere Bilder                          | Mietshaus in Ecklage und geschlossener Bebauung | Conradstraße 10 (Karte)                                                                                            | um 1890 (Mietshaus) | schlichter Putzbau mit historisierender Fassade und sparsamen Dekor im Stil der späten Gründerzeit, baugeschichtlich und stadtentwicklungsgeschichtlich bedeutend | 09215061 |
| Direkt Bild zu diesem Denkmal hochladen | Eisenbahner-Wohnhof Leipziger Vorstadt: Häuserzeile einer Wohnanlage | Conradstraße 11; 13; 15; 17; 19; 21; 23 (Karte)                                                                    | 1927–1929 (Wohnanlage) | qualitätvolles Beispiel der Wohnanlagenarchitektur der 1920er Jahre, geschwungene Häuserzeile mit sieben Mehrfamilienhäusern, geprägt durch akzentuierende Backsteinelemente, Einfahrt zum Hof durch zwei Tore im Süden und zu diesem Quartier parallel verlaufender Häuserzeile auf der östlichen Seite der Hansastraße, siehe auch Hansastraße 7–48, Großenhainer Straße 2–18b und Fritz-Hofmann-Straße 10, baugeschichtliche und stadtentwicklungsgeschichtliche Bedeutung | 09215325 |
| Weitere Bilder                          | Mietshaus in Ecklage und geschlossener Bebauung | Conradstraße 12 (Karte)                                                                                            | bezeichnet 1896 (Mietshaus) | markanter Bau mit historisierender roter Klinkerfassade, baugeschichtlich bedeutend und straßenbildprägend | 09215062 |
| Weitere Bilder                          | Mietshaus in geschlossener Bebauung | Conradstraße 14 (Karte)                                                                                            | um 1898 (Mietshaus) | repräsentatives, historisierendes Gebäude aus dem Ende des 19. Jahrhunderts mit zeittypischer Klinker-Werkstein-Fassade, baugeschichtlich und stadtentwicklungsgeschichtlich bedeutend | 09215063 |
| Weitere Bilder                          | Mietshaus in geschlossener Bebauung | Conradstraße 16 (Karte)                                                                                            | um 1898 (Mietshaus) | charakteristisches und weitgehend authentisch erhaltenes spätgründerzeitliches Mietshaus, baugeschichtlich und stadtentwicklungsgeschichtlich bedeutend | 09215064 |
| Weitere Bilder                          | Mietshaus in geschlossener Bebauung | Conradstraße 18 (Karte)                                                                                            | um 1898 (Mietshaus) | markanter Bau mit historisierender Fassade, Teil einer geschlossenen Häuserzeile der späten Gründerzeit, baugeschichtlich und stadtentwicklungsgeschichtlich bedeutend | 09215065 |
| Weitere Bilder                          | Mietshaus in geschlossener Bebauung | Conradstraße 20 (Karte)                                                                                            | um 1898 (Mietshaus) | historisierendes Gebäude aus dem Ende des 19. Jahrhunderts mit zeittypischer Klinker-Werkstein-Fassade, baugeschichtlich und stadtentwicklungsgeschichtlich bedeutend | 09215295 |
| Weitere Bilder                          | Mietshaus in Ecklage und geschlossener Bebauung | Conradstraße 22 (Karte)                                                                                            | bezeichnet 1897 (Mietshaus) | markanter Bau mit historisierender Fassade, Teil einer geschlossenen Häuserzeile der späten Gründerzeit, baugeschichtlich und stadtentwicklungsgeschichtlich bedeutend | 09215066 |
|                                         | Sachgesamtheit Bahndammbefestigung | Eisenbahnstraße (Karte)                                                                                            | um 1900 (Eisenbahndamm) | zwischen Antonstraße und Leipziger Straße sowie ein kleines Stück an der Uferstraße, aus Wall, Aufmauerung, Treppe, Endpfeilern/Brückenköpfen der beiden Eisenbahnbrücken über die Eisenbahnstraße und die Leipziger Straße sowie Stellwerk (alles Sachgesamtheitsteile), entstand im Zusammenhang mit der Erneuerung der Dresdner Eisenbahn um 1900, immer noch gut erhaltener Abschnitt auf dem Stadtgebiet, verkehrsgeschichtlich und stadtentwicklungsgeschichtlich bedeutend | 09218845 |
|                                         | Eisenbahnbrücke | Eisenbahnstraße (Karte)                                                                                            | 1899 (Eisenbahnbrücke) | im Stadtbild Dresdens selten gewordene, aufwendig gestaltete Blechträgerbrücke mit Pendelstützen der Eisenbahnstrecke Dresden-Pieschen–Dresden-Neustadt (sä. LDV, Streckennummer 6246), baugeschichtlich und eisenbahngeschichtlich bedeutend. | 09215393 |
| Weitere Bilder                          | Sachgesamtheit Leipziger Bahnhof; Güterbahnhof Dresden-Neustadt | Eisenbahnstraße 1; 2 (Karte)                                                                                       | 1839 (Eisenbahnanlage) | Sachgesamtheit Leipziger Bahnhof mit folgenden Einzeldenkmalen: den erhaltenen Teilen des Empfangshallenkomplexes, vier Dienstgebäuden, fünf Güterböden (Güterhalle 1, 2 und 3) sowie überdachter Rampe (offener Halle) (siehe auch Einzeldenkmalliste ID-Nr. 09215003), dazu Pflasterflächen, Laderampen, Gehwegen, Gleisführungen und dem mit Bäumen bestandenen Ruheplatz für das Bahnpersonal als Sachgesamtheitsteilen; als ältester Standort eines Bahnhofs in Dresden und als Endpunkt der ersten deutschen Ferneisebahnlinie von singulärem verkehrsgeschichtlichem Wert, zudem baugeschichtlich und ortsgeschichtlich bedeutend. | 09307323 |
| Weitere Bilder                          | Alter Leipziger Bahnhof; Güterbahnhof Dresden-Neustadt (Einzeldenkmal zu ID-Nr. 09307323) | Eisenbahnstraße 1; 2 (Karte)                                                                                       | 1852–1857 (Empfangsgebäude), um 1857 (Reste Lokschuppen), 1852–1857 (Güterschuppen), um 1890 (Dienstgebäude), um 1940 (Dienstgebäude)                                 | Einzeldenkmale der o. g. Sachgesamtheit: erhaltene Teile des Empfangshallenkomplexes, vier Dienstgebäude, fünf Güterböden (Güterhalle 1, 2 und 3) sowie überdachte Rampe (offene Halle) (siehe auch Sachgesamtheitsliste ID-Nr. 09307323); ersterer aus Gruppe drei gegeneinander leicht geknickter Bauten, Gebäude des Güterbahnhofs schließen westlich an, östlicher Empfangshallenkomplex beginnt südlich mit Teil der ehemaligen Abgangshalle (einschl. sogenannter »Grüner Villa«), dahinter ruinöser, halbkreisförmiger Verbindungsbau und abschließend erhaltener Trakt der einstigen Ankunftshalle, als ältester Standort eines Bahnhofs in Dresden von singulärem verkehrsgeschichtlichem Wert, zudem baugeschichtlich und ortsgeschichtlich bedeutend. | 09215003 |
|                                         | Mietshaus in geschlossener Bebauung | Eisenberger Straße 1 (Karte)                                                                                       | um 1890 (Mietshaus) | Teil eines spätgründerzeitlichen Quartiers mit zeittypischer Putzfassade, baugeschichtlich und stadtentwicklungsgeschichtlich bedeutend | 09215348 |
|                                         | Mietshaus in geschlossener Bebauung | Eisenberger Straße 3 (Karte)                                                                                       | um 1890 (Mietshaus) | mit Läden, Teil eines spätgründerzeitlichen Quartiers mit zeittypischer Putzfassade, baugeschichtlich und stadtentwicklungsgeschichtlich bedeutend | 09215349 |
|                                         | Mietshaus in geschlossener Bebauung | Eisenberger Straße 5 (Karte)                                                                                       | um 1890 (Mietshaus) | mit Laden, Teil eines spätgründerzeitlichen Quartiers mit zeittypischer Putzfassade, baugeschichtlich und stadtentwicklungsgeschichtlich bedeutend | 09215350 |
|                                         | Mietshaus in geschlossener Bebauung | Eisenberger Straße 8 (Karte)                                                                                       | um 1890 (Mietshaus) | mit Laden, Teil eines spätgründerzeitlichen Quartiers mit zeittypischer Putzfassade, baugeschichtlich und stadtentwicklungsgeschichtlich bedeutend | 09214462 |
|                                         | Mietshaus in Ecklage und geschlossener Bebauung | Eisenberger Straße 9 (Karte)                                                                                       | um 1890 (Mietshaus) | repräsentativer, straßenbildprägender Bau mit zeittypischer, spätgründerzeitlicher Klinkerfassade, baugeschichtlich und stadtentwicklungsgeschichtlich bedeutend | 09215346 |
|                                         | Mietshaus in geschlossener Bebauung | Eisenberger Straße 10 (Karte)                                                                                      | um 1890 (Mietshaus) | Teil eines spätgründerzeitlichen Quartiers mit zeittypischer Putzfassade, baugeschichtlich und stadtentwicklungsgeschichtlich bedeutend | 09215347 |
|                                         | Mietshaus in geschlossener Bebauung | Eisenberger Straße 11 (Karte)                                                                                      | um 1890 (Mietshaus) | Teil eines spätgründerzeitlichen Quartiers mit zeittypischer Putzfassade, baugeschichtlich und stadtentwicklungsgeschichtlich bedeutend | 09215353 |
|                                         | Mietshaus in halboffener Bebauung | Eisenberger Straße 12 (Karte)                                                                                      | um 1890 (Mietshaus) | mit zeittypischer, historisierender Klinkerfassade, Teil eines spätgründerzeitlichen Quartiers, baugeschichtlich und stadtentwicklungsgeschichtlich bedeutend | 09215351 |
|                                         | Mietshaus in geschlossener Bebauung | Eisenberger Straße 13 (Karte)                                                                                      | um 1890 (Mietshaus) | Teil eines spätgründerzeitlichen Quartiers mit zeittypischer Putzfassade, baugeschichtlich und stadtentwicklungsgeschichtlich bedeutend | 09215352 |
|                                         | Mietshaus in Ecklage und geschlossener Bebauung | Eisenberger Straße 15 (Karte)                                                                                      | um 1890 (Mietshaus) | Teil eines spätgründerzeitlichen Quartiers mit zeittypischer Putzfassade, baugeschichtlich und stadtentwicklungsgeschichtlich bedeutend | 09218832 |
| Weitere Bilder                          | Baugruppe Gehestraße: Wohnanlage (Eisenberger Straße 16/18, Gehestraße 1/b/c/d und Hallesche Straße 2) des Kleinwohnungsbauvereins Dresden – Baugruppe Gehestraße                                                                      | Eisenberger Straße 16; 18 (Karte)                                                                                  | 1911 (Mehrfamilienwohnhaus) | Anlage aus gestaffelter Häuserzeile, beidseitigen Vorgärten und Querriegel, Reformstilarchitektur, baugeschichtlich bedeutend | 09215360 |
|                                         | Mietshaus in Ecklage und geschlossener Bebauung | Eisenberger Straße 17 (Karte)                                                                                      | um 1890 (Mietshaus) | schlichte zeittypische Klinkerfassade, Teil eines spätgründerzeitlichen Quartiers, baugeschichtlich und stadtentwicklungsgeschichtlich bedeutend | 09215354 |
|                                         | Eisenbahnbrücken und Stellwerk | Erfurter Straße (Karte)                                                                                            | 1897–1898 (Eisenbahnbrücke), um 1900 (Stellwerk) | zwei im Stadtbild Dresdens selten gewordene, aufwendig gestaltete Blechträgerbrücken mit gusseisernen Pendelstützen sowie Stellwerk mit Klinkerfassade der Eisenbahnstrecke Dresden-Pieschen–Dresden-Neustadt (sä. LDV, Streckennummer 6246), städtebauliches Zeugnis des Ausbaus des Dresdner Eisenbahnnetzes um 1900, baugeschichtlich und eisenbahngeschichtlich bedeutend | 09215356 |
| Weitere Bilder                          | Doppelmietshaus in Ecklage und geschlossener Bebauung | Erfurter Straße 1 (Karte)                                                                                          | um 1910 (Mietshaus) | repräsentativer Putzbau in Kopflage, weitgehend authentisch erhaltene Reformstilarchitektur, baugeschichtlich bedeutend und platzbildprägend | 09215355 |
| Weitere Bilder                          | Wohnanlage der Fleischer-Innung: Wohnanlage (Erfurter Straße 3/5/7/9/11/13 und Hallesche Straße 1) | Erfurter Straße 3; 5; 7; 9; 11; 13 (Karte)                                                                         | bezeichnet 1928 (Mehrfamilienwohnhaus) | nach innen schwingende Häuserzeile mit zeittypischer Putzfassade Ende der 1920er Jahre, errichtet von der Dresdner Fleischerinnung für ihre Mitglieder, baugeschichtlich bedeutend | 09215357 |
| Weitere Bilder                          | Güterbahnhof Dresden-Neustadt | Erfurter Straße 15 (Karte)                                                                                         | um 1900 (Verwaltungsgebäude) | Dienst- und Verwaltungsgebäude; eingeschossiger, schlichter Bau mit Klinkerfassade, ortsgeschichtlich und verkehrsgeschichtlich bedeutend | 09216582 |
| Weitere Bilder                          | Mietshaus in Ecklage und halboffener Bebauung | Erlenstraße 2 (Karte)                                                                                              | 3. Viertel 19. Jahrhundert (Mietshaus) | markanter Putzbau der »Oppellvorstadt«, mit Laden, baugeschichtlich und stadtentwicklungsgeschichtlich bedeutend | 09214867 |
|                                         | Mietshaus in halboffener Bebauung | Erlenstraße 4 (Karte)                                                                                              | um 1895 (Mietshaus) | schlichter Putzbau mit historisierender Fassade, baugeschichtlich und stadtentwicklungsgeschichtlich bedeutend | 09214862 |
|                                         | Mietshaus mit Hintergebäude in geschlossener Bebauung | Erlenstraße 6 (Karte)                                                                                              | um 1895 (Mietshaus) | schlichter Putzbau, bildet markantes Ensemble mit benachbarten Häusern, baugeschichtlich und stadtentwicklungsgeschichtlich bedeutend | 09214863 |
|                                         | Mietshaus in geschlossener Bebauung | Erlenstraße 7 (Karte)                                                                                              | um 1895 (Mietshaus) | schlichter Bau mit historisierender Fassade, Teil einer geschlossenen Häuserzeile der späten Gründerzeit, baugeschichtlich und stadtentwicklungsgeschichtlich bedeutend | 09214868 |
|                                         | Mietshaus in halboffener Bebauung | Erlenstraße 8 (Karte)                                                                                              | um 1895 (Mietshaus) | markanter Bau mit historisierender Fassade, baugeschichtlich und stadtentwicklungsgeschichtlich bedeutend | 09214864 |
| Weitere Bilder                          | Mietshaus in Ecklage und ehemals geschlossener Bebauung | Erlenstraße 9 (Karte)                                                                                              | um 1895 (Mietshaus) | charakteristisches und weitgehend authentisch erhaltenes spätgründerzeitliches Mietshaus, baugeschichtlich und stadtentwicklungsgeschichtlich bedeutend | 09214869 |
|                                         | Mietshaus in halboffener Bebauung | Erlenstraße 10 (Karte)                                                                                             | um 1880 (Mietshaus) | charakteristischer Putzbau der sogenannten Oppellvorstadt aus dem späten 19. Jahrhundert, baugeschichtlich und stadtentwicklungsgeschichtlich bedeutend | 09214865 |
| Weitere Bilder                          | Mietshaus in halboffener Bebauung | Erlenstraße 12 (Karte)                                                                                             | um 1880 (Mietshaus) | charakteristischer Putzbau der sogenannten Oppellvorstadt aus dem späten 19. Jahrhundert, baugeschichtlich und stadtentwicklungsgeschichtlich bedeutend | 09214866 |
|                                         | Mietshaus in geschlossener Bebauung | Erlenstraße 15 (Karte)                                                                                             | um 1895 (Mietshaus) | markanter Bau mit historisierender Fassade, Teil einer geschlossenen Häuserzeile der späten Gründerzeit, baugeschichtlich und stadtentwicklungsgeschichtlich bedeutend | 09214870 |
|                                         | Mietshaus in geschlossener Bebauung | Erlenstraße 16 (Karte)                                                                                             | um 1895 (Mietshaus) | charakteristisches und weitgehend authentisch erhaltenes spätgründerzeitliches Mietshaus, baugeschichtlich und stadtentwicklungsgeschichtlich bedeutend | 09214872 |
|                                         | Mietshaus in Ecklage und ehemals geschlossener Bebauung | Erlenstraße 17 (Karte)                                                                                             | um 1895 (Mietshaus) | markanter Bau mit historisierender Fassade, Teil einer geschlossenen Häuserzeile der späten Gründerzeit, baugeschichtlich bedeutend und straßenbildprägend | 09214871 |
|                                         | Mietshaus in geschlossener Bebauung | Erlenstraße 18 (Karte)                                                                                             | um 1895 (Mietshaus) | charakteristisches und weitgehend authentisch erhaltenes spätgründerzeitliches Mietshaus, Teil einer geschlossenen Häuserzeile der späten Gründerzeit, baugeschichtlich und stadtentwicklungsgeschichtlich bedeutend | 09214873 |
|                                         | Mietshaus in geschlossener Bebauung | Erlenstraße 20 (Karte)                                                                                             | um 1895 (Mietshaus) | weitgehend authentisch erhaltenes spätgründerzeitliches Mietshaus, Teil einer geschlossenen Häuserzeile der späten Gründerzeit, baugeschichtlich und stadtentwicklungsgeschichtlich bedeutend | 09214874 |
|                                         | Mietshaus in Ecklage und geschlossener Bebauung | Erlenstraße 22 (Karte)                                                                                             | um 1895 (Mietshaus) | markanter Bau mit historisierender Fassade, Teil einer geschlossenen Häuserzeile der späten Gründerzeit, mit einer der wenigen erhaltenen typischen Eckkneipen des Stadtteils, baugeschichtlich und stadtentwicklungsgeschichtlich bedeutend | 09214875 |
|                                         | Brücke Eschenstraße; Eisenbahnstrecke Görlitz–Dresden | Eschenstraße (Karte)                                                                                               | um 1900, Bogenbrücken (Eisenbahnbrücke), um 1910, Balkenbrücken (Eisenbahnbrücke)                                                                                     | Eisenbahnbrücken über die Eschenstraße; mehrere nebeneinander errichtete Brückenbauwerke unterschiedlicher Konstruktion (zwei Bogenbrücken mit Zonengewölbe sowie zwei parallele Balkenbrücken aus Vollwandträgern) in gutem Originalzustand an der Eisenbahnstrecke Görlitz–Dresden (sächs. GD, 6212), städtebauliches Zeugnis des Ausbaus des Dresdner Eisenbahnknotens um 1900, von eisenbahngeschichtlicher, besonderer baugeschichtlicher und stadtbildprägender Bedeutung. | 09214634 |
|                                         | Mietshaus in geschlossener Bebauung | Fichtenstraße 1 (Karte)                                                                                            | um 1890 (Mietshaus) | charakteristisches und weitgehend authentisch erhaltenes spätgründerzeitliches Mietshaus, baugeschichtlich und stadtentwicklungsgeschichtlich bedeutend | 09215068 |
|                                         | Kirchgemeindehaus der Pauligemeinde | Fichtenstraße 2 (Karte)                                                                                            | 1899–1900 (Gemeindehaus) | Pfarrhaus und Gemeindehaus in Ecklage und halboffener Bebauung; im Innern Gemeindesaal und Wohnungen, repräsentativer, historisierender Bau mit turmbekröntem Eckerker und charakteristischer Klinker-Sandstein-Fassade, gotisierende Zierelemente dominieren, der Schmuck vor allem auf dem Erker und den Hauptachsen des Baus, markantes Beispiel der Architektur kurz vor der Jahrhundertwende, bildet mit Paulikirche bedeutsames Ensemble der Kirchenbaukunst jener Zeit, zudem Gebäude mit gestalterischem Anspruch, baugeschichtlich, städtebaulich und künstlerisch bedeutend | 09215069 |
|                                         | Mietshaus in geschlossener Bebauung | Fichtenstraße 6 (Karte)                                                                                            | um 1890 (Mietshaus) | markanter Bau mit historisierender Fassade, Teil einer geschlossenen Häuserzeile der späten Gründerzeit, baugeschichtlich und stadtentwicklungsgeschichtlich bedeutend | 09215070 |
|                                         | Mietshaus in geschlossener Bebauung | Fichtenstraße 10 (Karte)                                                                                           | um 1890 (Mietshaus) | charakteristischer Bau aus dem späten 19. Jahrhundert, weitgehend originale Flurausstattung mit Stuckdekor und Ausmalungen (als Dekorationsmalerei), baugeschichtlich und stadtentwicklungsgeschichtlich von Belang | 09215073 |
|                                         | Doppelmietshaus (Hechtstraße 34 und Fichtenstraße 11b) in Ecklage und geschlossene Bebauung | Fichtenstraße 11b (Karte)                                                                                          | bezeichnet 1914 (Doppelmietshaus) | Putzbau mit Laden und Erkern, Eckbereich farblich und architektonisch besonders charakterisiert, im Reformstil der Zeit um 1910, baugeschichtlich und stadtentwicklungsgeschichtlich bedeutend und straßenbildprägend | 09214799 |
|                                         | Mietshaus in geschlossener Bebauung | Fichtenstraße 14 (Karte)                                                                                           | um 1890 (Mietshaus) | markanter Bau mit historisierender Fassade, Teil einer geschlossenen Häuserzeile der späten Gründerzeit, baugeschichtlich und stadtentwicklungsgeschichtlich bedeutend | 09215074 |
|                                         | Mietshaus in geschlossener Bebauung | Fichtenstraße 17 (Karte)                                                                                           | um 1890 (Mietshaus) | charakteristisches und weitgehend authentisch erhaltenes spätgründerzeitliches Mietshaus, Teil einer geschlossenen Häuserzeile der späten Gründerzeit, baugeschichtlich und stadtentwicklungsgeschichtlich bedeutend | 09215075 |
|                                         | Mietshaus in geschlossener Bebauung | Fichtenstraße 19 (Karte)                                                                                           | um 1890 (Mietshaus) | markanter Bau mit historisierender Fassade, Teil einer geschlossenen Häuserzeile der späten Gründerzeit, baugeschichtlich und stadtentwicklungsgeschichtlich bedeutend | 09215076 |
|                                         | Mietshaus in Ecklage und geschlossener Bebauung | Friedensstraße 1 (Karte)                                                                                           | um 1900 (Mietshaus) | markanter Putzbau mit historisierender Fassade, Teil einer geschlossenen Häuserzeile der späten Gründerzeit, baugeschichtlich und stadtentwicklungsgeschichtlich bedeutend | 09214821 |
| Weitere Bilder                          | Sachgesamtheit Innerer Neustädter Friedhof in seiner gewachsenen funktionellen und gestalterischen Einheit mit mehreren Einzeldenkmalen                                                                                                | Friedensstraße 2 (Karte)                                                                                           | 1731–1732 (Friedhof) | Sachgesamtheit Innerer Neustädter Friedhof in seiner gewachsenen funktionellen und gestalterischen Einheit mit folgenden Einzeldenkmalen: Parentationshalle, Kanzleigebäude, Torhaus und neun zumeist barocken Grufthäusern, denkmalwerten Grabstätten, Einfriedungsmauer einschließlich drei Eingängen und Toren sowie außerhalb an der Conradstraße stehender Stiel-Eichen-Reihe (siehe Objekt 09214810, gleiche Anschrift), außerdem Friedhofsgestaltung, Wasserentnahmestellen in Form von Handschwengelpumpen, allen weitgehend erhaltenen Einfriedungsgittern und allen Feldbezeichnungssteinen (alle Sachgesamtheitsteile); baugeschichtlich, künstlerisch, personengeschichtlich und ortsgeschichtlich bedeutend.                                        | 09301866 |
| Weitere Bilder                          | Einzeldenkmale der Sachgesamtheit Innerer Neustädter Friedhof: Parentationshalle, Kanzleigebäude, Torhaus und neun zumeist barocken Grufthäusern (Einzeldenkmale zu ID-Nr. 09301866)                                                   | Friedensstraße 2 (Karte)                                                                                           | um 1740 (Gruft), 1799–1800 (Parentationshalle) | Einzeldenkmale der Sachgesamtheit Innerer Neustädter Friedhof (Objekt 09301866): Parentationshalle, Kanzleigebäude, Torhaus und neun zumeist barocken Grufthäusern, denkmalwerten Grabstätten, Einfriedungsmauer einschließlich drei Eingängen und Toren sowie außerhalb an der Conradstraße stehender Stiel-Eichen-Reihe; baugeschichtlich, künstlerisch, personengeschichtlich und ortsgeschichtlich bedeutend. | 09214810 |
|                                         | Mietshaus in geschlossener Bebauung | Friedensstraße 3 (Karte)                                                                                           | um 1900 (Mietshaus) | markanter Bau mit historisierender Fassade, Teil einer geschlossenen Häuserzeile der späten Gründerzeit, baugeschichtlich und stadtentwicklungsgeschichtlich bedeutend | 09214822 |
|                                         | Mietshaus in geschlossener Bebauung | Friedensstraße 4 (Karte)                                                                                           | um 1900 (Mietshaus) | markanter Bau mit historisierender Fassade, Teil einer geschlossenen Häuserzeile der späten Gründerzeit, baugeschichtlich und stadtentwicklungsgeschichtlich bedeutend | 09214826 |
|                                         | Mietshaus in geschlossener Bebauung | Friedensstraße 5 (Karte)                                                                                           | um 1900 (Mietshaus) | historisierendes Gebäude aus dem Ende des 19. Jahrhunderts mit zeittypischer Putzfassade, baugeschichtlich und stadtentwicklungsgeschichtlich bedeutend | 09214823 |
|                                         | Mietshaus in geschlossener Bebauung | Friedensstraße 6 (Karte)                                                                                           | bezeichnet 1898 (Mietshaus) | markanter Bau mit historisierender Fassade, Teil einer geschlossenen Häuserzeile der späten Gründerzeit, baugeschichtlich und stadtentwicklungsgeschichtlich bedeutend | 09214827 |
|                                         | Mietshaus in geschlossener Bebauung | Friedensstraße 8 (Karte)                                                                                           | um 1895 (Mietshaus) | repräsentatives, historisierendes Gebäude aus dem Ende des 19. Jahrhunderts mit zeittypischer Klinker-Werkstein-Fassade, bildet ein Grundstück mit Helgolandstr. 5a-g, baugeschichtlich und stadtentwicklungsgeschichtlich bedeutend | 09214825 |
| Weitere Bilder                          | Mietshaus in geschlossener Bebauung | Friedensstraße 10 (Karte)                                                                                          | um 1900 (Mietshaus) | repräsentatives, historisierendes Gebäude aus dem Ende des 19. Jahrhunderts mit zeittypischer Klinker-Werkstein-Fassade, baugeschichtlich und stadtentwicklungsgeschichtlich bedeutend | 09214828 |
| Weitere Bilder                          | Mietshaus in geschlossener Bebauung | Friedensstraße 11 (Karte)                                                                                          | um 1900 (Mietshaus) | schlichter Bau mit historisierender Fassade, Teil einer geschlossenen Häuserzeile der späten Gründerzeit, baugeschichtlich und stadtentwicklungsgeschichtlich bedeutend | 09215296 |
| Weitere Bilder                          | Mietshaus in geschlossener Bebauung | Friedensstraße 12 (Karte)                                                                                          | um 1900 (Mietshaus) | charakteristisches und weitgehend authentisch erhaltenes spätgründerzeitliches Mietshaus, baugeschichtlich und stadtentwicklungsgeschichtlich bedeutend | 09214829 |
| Weitere Bilder                          | Mietshaus in geschlossener Bebauung | Friedensstraße 13 (Karte)                                                                                          | bezeichnet 1900 (Mietshaus) | markanter Bau mit historisierender Fassade, Teil einer geschlossenen Häuserzeile der späten Gründerzeit, baugeschichtlich und stadtentwicklungsgeschichtlich bedeutend | 09214824 |
| Weitere Bilder                          | Mietshaus in geschlossener Bebauung | Friedensstraße 14 (Karte)                                                                                          | um 1900 (Mietshaus) | charakteristisches und weitgehend authentisch erhaltenes spätgründerzeitliches Mietshaus, baugeschichtlich und stadtentwicklungsgeschichtlich bedeutend | 09305711 |
| Weitere Bilder                          | Mietshaus in geschlossener Bebauung | Friedensstraße 15 (Karte)                                                                                          | um 1900 (Mietshaus) | zeittypischer Bau mit historisierender Fassade, baugeschichtlich und stadtentwicklungsgeschichtlich bedeutend | 09215297 |
|                                         | Mietshaus in geschlossener Bebauung | Friedensstraße 16 (Karte)                                                                                          | um 1900 (Mietshaus) | schlichter Bau mit historisierender Fassade, Teil einer geschlossenen Häuserzeile der späten Gründerzeit, baugeschichtlich und stadtentwicklungsgeschichtlich bedeutend | 09214835 |
|                                         | Mietshaus in geschlossener Bebauung | Friedensstraße 18 (Karte)                                                                                          | um 1900 (Mietshaus) | charakteristischer Bau mit historisierender Fassade, Teil einer geschlossenen Häuserzeile der späten Gründerzeit, baugeschichtlich und stadtentwicklungsgeschichtlich bedeutend | 09214836 |
|                                         | Mietshaus in geschlossener Bebauung | Friedensstraße 19 (Karte)                                                                                          | um 1900 (Mietshaus) | charakteristisches und weitgehend authentisch erhaltenes spätgründerzeitliches Mietshaus, baugeschichtlich und stadtentwicklungsgeschichtlich bedeutend | 09215298 |
|                                         | Mietshaus in geschlossener Bebauung | Friedensstraße 20 (Karte)                                                                                          | bezeichnet 1900 (Mietshaus) | repräsentatives, historisierendes Gebäude aus dem Ende des 19. Jahrhunderts mit zeittypischer Klinker-Werkstein-Fassade, baugeschichtlich und stadtentwicklungsgeschichtlich bedeutend | 09214837 |
|                                         | Häuser einer Wohnanlage (Ottostraße 1/3/5/7, Friedensstraße 21/21b und Rudolfstraße 20/22) | Friedensstraße 21/21b (Karte)                                                                                      | 1920er Jahre (Mehrfamilienwohnhaus) | typische Wohnbauarchitektur der 1920er Jahre, baugeschichtlich bedeutend | 09215301 |
|                                         | Mietshaus in geschlossener Bebauung | Friedensstraße 22 (Karte)                                                                                          | um 1900 (Mietshaus) | markanter Bau mit historisierender Fassade, Teil einer geschlossenen Häuserzeile der späten Gründerzeit, baugeschichtlich und stadtentwicklungsgeschichtlich bedeutend | 09214838 |
|                                         | Mietshaus in Ecklage und geschlossener Bebauung | Friedensstraße 23 (Karte)                                                                                          | um 1905 (Mietshaus) | schlichter Putzbau mit historisierender Fassade, Teil einer geschlossenen Häuserzeile der späten Gründerzeit, im Erdgeschoss ehemals Kino „Casablanca“, baugeschichtlich und stadtentwicklungsgeschichtlich bedeutend | 09215299 |
|                                         | Mietshaus in Ecklage und geschlossener Bebauung | Friedensstraße 24 (Karte)                                                                                          | um 1900 (Mietshaus) | markanter Bau mit historisierender Fassade, Teil einer geschlossenen Häuserzeile der späten Gründerzeit, baugeschichtlich und stadtentwicklungsgeschichtlich bedeutend | 09214839 |
|                                         | Mietshaus in Ecklage und geschlossener Bebauung | Friedensstraße 33b (Karte)                                                                                         | bezeichnet 1897 (Mietshaus) | mit Laden, markanter Bau mit historisierender Fassade, Teil einer geschlossenen Häuserzeile der späten Gründerzeit, baugeschichtlich und stadtentwicklungsgeschichtlich bedeutend | 09214831 |
|                                         | Mietshaus in geschlossener Bebauung | Friedensstraße 35 (Karte)                                                                                          | um 1895 (Mietshaus) | charakteristisches und weitgehend authentisch erhaltenes spätgründerzeitliches Mietshaus, baugeschichtlich und stadtentwicklungsgeschichtlich bedeutend | 09214832 |
|                                         | Mietshaus in geschlossener Bebauung | Friedensstraße 37 (Karte)                                                                                          | um 1895 (Mietshaus) | historisierendes Gebäude aus dem Ende des 19. Jahrhunderts mit zeittypischer Klinker-Werkstein-Fassade, baugeschichtlich und stadtentwicklungsgeschichtlich bedeutend | 09214833 |
|                                         | Mietshaus in ehemals geschlossener Bebauung | Friedensstraße 39 (Karte)                                                                                          | um 1895 (Mietshaus) | markanter Bau mit historisierender Fassade, baugeschichtlich und stadtentwicklungsgeschichtlich bedeutend | 09214834 |
|                                         | Mietshaus in Ecklage und geschlossener Bebauung | Fritz-Hoffmann-Straße 1 (Karte)                                                                                    | um 1910 (Mietshaus) | schlichter Putzbau, baugeschichtlich und stadtentwicklungsgeschichtlich bedeutend | 09214841 |
|                                         | Mietshaus in Ecklage und geschlossener Bebauung | Fritz-Hoffmann-Straße 2 (Karte)                                                                                    | um 1910 (Mietshaus) | markanter Bau mit historisierender Fassade, Teil einer geschlossenen Häuserzeile der späten Gründerzeit, baugeschichtlich und stadtentwicklungsgeschichtlich bedeutend | 09214842 |
|                                         | Mietshaus in geschlossener Bebauung | Fritz-Hoffmann-Straße 7 (Karte)                                                                                    | um 1910 (Mietshaus) | charakteristisches und weitgehend authentisch erhaltenes spätgründerzeitliches Mietshaus, baugeschichtlich und stadtentwicklungsgeschichtlich bedeutend | 09214843 |
|                                         | Mietshaus in Ecklage und ehemals geschlossener Bebauung | Fritz-Hoffmann-Straße 8b (Karte)                                                                                   | um 1910 (Mietshaus) | markanter Bau mit historisierender Fassade, Teil einer geschlossenen Häuserzeile der späten Gründerzeit, straßenbildprägend, baugeschichtlich und stadtentwicklungsgeschichtlich bedeutend | 09214844 |
|                                         | Mietshaus in geschlossener Bebauung | Fritz-Hoffmann-Straße 9 (Karte)                                                                                    | um 1910 (Mietshaus) | historisierendes Gebäude aus dem Ende des 19. Jahrhunderts mit zeittypischer Klinker-Werkstein-Fassade, baugeschichtlich und stadtentwicklungsgeschichtlich bedeutend | 09214845 |
|                                         | Eisenbahner-Wohnhof Leipziger Vorstadt: Häuserzeile (Häuserzeile Hansastraße 22/24/26/28/30/32/34/36/38/40/42/44/46/48 und Fritz-Hoffmann-Straße 10) vom Eisenbahner-Wohnhof Leipziger Vorstadt                                        | Fritz-Hoffmann-Straße 10 (Karte)                                                                                   | 1927–1929 (Wohnanlage) | qualitätvolles Beispiel der Wohnanlagenarchitektur der 1920er Jahre, geprägt durch akzentuierende Backsteinelemente, siehe auch Hansastraße 7–37, Conradstraße 11–23 und Großenhainer Straße 2-18b, stadtentwicklungsgeschichtlich und baugeschichtlich von Bedeutung | 09218576 |
|                                         | Mietshaus in ehemals geschlossener Bebauung | Fritz-Reuter-Straße 3 (Karte)                                                                                      | um 1895 (Mietshaus) | schlichter zeittypischer Bau mit historisierender Fassade, baugeschichtlich und stadtentwicklungsgeschichtlich bedeutend | 09214876 |
|                                         | Mietshaus in geschlossener Bebauung | Fritz-Reuter-Straße 4 (Karte)                                                                                      | bezeichnet 1900 (Mietshaus) | markanter Klinkerbau mit historisierender Fassade, Teil einer geschlossenen Häuserzeile, baugeschichtlich und stadtentwicklungsgeschichtlich bedeutend | 09214877 |
|                                         | Mietshaus in geschlossener Bebauung | Fritz-Reuter-Straße 6 (Karte)                                                                                      | um 1900 (Mietshaus) | markanter Klinkerbau mit historisierender Fassade, Teil einer geschlossenen Häuserzeile, baugeschichtlich und stadtentwicklungsgeschichtlich bedeutend | 09214878 |
|                                         | Mietshaus in geschlossener Bebauung | Fritz-Reuter-Straße 8 (Karte)                                                                                      | um 1900 (Mietshaus) | zeittypischer Bau mit historisierender Fassade, Teil einer geschlossenen Häuserzeile der späten Gründerzeit, baugeschichtlich und stadtentwicklungsgeschichtlich bedeutend | 09214879 |
|                                         | Mietshaus in geschlossener Bebauung | Fritz-Reuter-Straße 10 (Karte)                                                                                     | bezeichnet 1899 (Mietshaus) | charakteristisches und weitgehend authentisch erhaltenes spätgründerzeitliches Mietshaus, baugeschichtlich und stadtentwicklungsgeschichtlich bedeutend | 09214880 |
| Weitere Bilder                          | Doppelmietshaus (Helgolandstraße 8 und Fritz-Reuter-Straße 10a) in geschlossener Bebauung und Ecklage | Fritz-Reuter-Straße 10a (Karte)                                                                                    | 1900, nach Adressbuch (Doppelmietshaus) | straßenbildprägender Bau mit historisierender Fassade, Teil einer geschlossenen Häuserzeile der späten Gründerzeit, baugeschichtlich und stadtentwicklungsgeschichtlich bedeutend | 09214858 |
|                                         | Mietshaus in Ecklage und geschlossener Bebauung | Fritz-Reuter-Straße 11 (Karte)                                                                                     | um 1895 (Mietshaus) | markanter Bau mit historisierender Fassade, Teil einer geschlossenen Häuserzeile der späten Gründerzeit, baugeschichtlich und stadtentwicklungsgeschichtlich bedeutend | 09214881 |
|                                         | Mietshaus in geschlossener Bebauung | Fritz-Reuter-Straße 12 (Karte)                                                                                     | um 1900 (Mietshaus) | repräsentatives, historisierendes Gebäude aus dem Ende des 19. Jahrhunderts mit zeittypischer Klinker-Werkstein-Fassade, baugeschichtlich und stadtentwicklungsgeschichtlich bedeutend | 09214882 |
|                                         | Mietshaus in geschlossener Bebauung | Fritz-Reuter-Straße 13 (Karte)                                                                                     | um 1900 (Mietshaus) | mit Laden, schlichter Bau mit historisierender Klinkerfassade, Teil eines homogenen Gevierts der späten Gründerzeit, baugeschichtlich und stadtentwicklungsgeschichtlich bedeutend | 09300954 |
|                                         | Mietshaus in geschlossener Bebauung | Fritz-Reuter-Straße 14 (Karte)                                                                                     | um 1900 (Mietshaus) | mit Läden, Bau mit historisierender Fassade, Teil einer geschlossenen Häuserzeile der späten Gründerzeit, baugeschichtlich und stadtentwicklungsgeschichtlich bedeutend | 09214883 |
|                                         | Mietshaus in geschlossener Bebauung | Fritz-Reuter-Straße 15 (Karte)                                                                                     | um 1900 (Mietshaus) | zeittypischer Bau mit Klinker-Fassade, Teil eines homogenen Gevierts der späten Gründerzeit, an den Decken der Tordurchfahrt barockisierende Dekorationsmalerei unter neuerem Anstrich, baugeschichtlich und stadtentwicklungsgeschichtlich bedeutend | 09300953 |
|                                         | Mietshaus in geschlossener Bebauung | Fritz-Reuter-Straße 16 (Karte)                                                                                     | um 1900 (Mietshaus) | markanter Bau mit historisierender Fassade, Teil einer geschlossenen Häuserzeile der späten Gründerzeit, baugeschichtlich und stadtentwicklungsgeschichtlich bedeutend | 09215084 |
|                                         | Mietshaus in geschlossener Bebauung | Fritz-Reuter-Straße 17 (Karte)                                                                                     | um 1900 (Mietshaus) | zeittypischer Bau mit Klinker-Fassade, Teil eines homogenen Gevierts der späten Gründerzeit, baugeschichtlich und stadtentwicklungsgeschichtlich bedeutend | 09300955 |
|                                         | Mietshaus in Ecklage und geschlossener Bebauung | Fritz-Reuter-Straße 18 (Karte)                                                                                     | um 1900 (Mietshaus) | repräsentatives, historisierendes Gebäude aus dem Ende des 19. Jahrhunderts mit zeittypischer Klinker-Werkstein-Fassade, straßenbildprägend, baugeschichtlich und stadtentwicklungsgeschichtlich bedeutend | 09215085 |
|                                         | Mietshaus in geschlossener Bebauung | Fritz-Reuter-Straße 19 (Karte)                                                                                     | um 1900 (Mietshaus) | schlichter Bau mit Klinker-Fassade, Teil eines homogenen Gevierts der späten Gründerzeit, baugeschichtlich und stadtentwicklungsgeschichtlich bedeutend | 09300956 |
|                                         | Mietshaus in Ecklage und geschlossener Bebauung | Fritz-Reuter-Straße 21 (Karte)                                                                                     | um 1895 (Mietshaus) | repräsentatives, historisierendes Gebäude aus dem Ende des 19. Jahrhunderts mit zeittypischer Klinker-Werkstein-Fassade, zudem Teil eines geschlossen erhaltenen spätgründerzeitlichen Gevierts, baugeschichtlich und stadtentwicklungsgeschichtlich bedeutend | 09215086 |
|                                         | Villa mit Einfriedung | Fritz-Reuter-Straße 37 (Karte)                                                                                     | 1. Viertel 20. Jh. (Villa) | markanter und platzbildprägender Villenbau, baugeschichtlich und ortsgeschichtlich bedeutend | 09215087 |
| Weitere Bilder                          | Wohnanlage (Großenhainer Straße 38/40/42 und Fritz-Reuter-Straße 57/59/61) | Fritz-Reuter-Straße 57; 59; 61 (Karte)                                                                             | um 1925 (Wohnanlage) | schlichte Putzbauten mit Expressionismusbezügen, sparsame farbliche Akzente, Fassade Großenhainer Str. 42 als Hauptschauseite mit Relief und markantem Schwung, baugeschichtlich und ortsgeschichtlich bedeutend | 09215470 |
| Weitere Bilder                          | Baugruppe Gehestraße: Wohnanlage (Eisenberger Straße 16/18, Gehestraße 1/b/c/d und Hallesche Straße 2) des Kleinwohnungsbauvereins Dresden – Baugruppe Gehestraße                                                                      | Gehestraße 1; 1b; 1c; 1d (Karte)                                                                                   | 1911 (Mehrfamilienwohnhaus) | Anlage aus gestaffelter Häuserzeile, beidseitigen Vorgärten und Querriegel, Reformstilarchitektur, baugeschichtlich bedeutend | 09215360 |
|                                         | Mietshaus in Ecklage und geschlossener Bebauung | Gehestraße 13 (Karte)                                                                                              | um 1900 (Mietshaus) | mit Laden, Teil eines Quartiers der Jahrhundertwende mit zeittypischer historisierender Klinkerfassade, baugeschichtlich und stadtentwicklungsgeschichtlich bedeutend | 09215468 |
|                                         | Mietshaus in geschlossener Bebauung | Gehestraße 15 (Karte)                                                                                              | um 1895 (Mietshaus) | Teil eines Quartiers der Jahrhundertwende mit zeittypischer historisierender Klinkerfassade, baugeschichtlich und stadtentwicklungsgeschichtlich bedeutend | 09215469 |
|                                         | Mietshaus in geschlossener Bebauung | Gehestraße 17 (Karte)                                                                                              | um 1900 (Mietshaus) | Teil eines Quartiers der Jahrhundertwende mit zeittypischer historisierender Klinkerfassade, baugeschichtlich und stadtentwicklungsgeschichtlich bedeutend | 09215465 |
|                                         | Mietshaus in geschlossener Bebauung | Gehestraße 19 (Karte)                                                                                              | um 1895 (Mietshaus) | Teil eines Quartiers der Jahrhundertwende mit zeittypischer historisierender Putzfassade, baugeschichtlich und stadtentwicklungsgeschichtlich bedeutend | 09215466 |
|                                         | Mietshaus in Ecklage und geschlossene Bebauung | Gehestraße 21 (Karte)                                                                                              | um 1900 (Mietshaus) | repräsentativer Putzbau, Teil eines Quartiers der Jahrhundertwende, mit zeittypischer historisierender Fassade, baugeschichtlich und stadtentwicklungsgeschichtlich bedeutend | 09215467 |
| Weitere Bilder                          | Central-Schlachthof und Viehmarkt (ehem.) | Gothaer Straße 9; 12; 16 (Karte)                                                                                   | 1870–1873 (Schweineverkaufshalle), bezeichnet 1889–1890 (Rinderverkaufshalle), 1870–1873 (Börsengebäude), 1870–1873 (Schlachthalle), 1870–1873 (Verwaltungsgebäude)   | Direktionsgebäude (Gothaer Straße 9), Kleinvieh-Schlachthaus (Gothaer Straße 12), Rinder- und Schweineschlachthaus (Gothaer Straße 16), Verkaufshalle für Rinder (seit 1998 Konzerthalle), Verkaufshalle für Schweine und Pferdebörse; bedeutsamer historischer Versorgungskomplex, markante Bauten im Stil des Historismus, anschauliches Zeugnis der Industriearchitektur seiner Zeit und der Ortsgeschichte im ausgehenden 19. Jahrhundert, baugeschichtlich und stadtentwicklungsgeschichtlich bedeutend. | 09215289 |
| Weitere Bilder                          | Petrikirche | Großenhainer Platz 5 (Karte)                                                                                       | 1889–1890 (Kirche), 1958 (Orgel), 1909 (Relief) | Kirche mit Ausstattung; Saalkirche mit Querhaus, Westturm und Sakristei in Form eines Chorumgangs, weithin sichtbarer historisierender, neogotischer Klinkerbau, Zeugnis der Kirchenbaukunst im ausgehenden 19. Jahrhundert, baugeschichtlich, künstlerisch und städtebaulich bedeutend. Ev.-luth. St.-Petri-Kirche, errichtet nach Plänen von Julius Zeißig, durch die Luftangriffe auf Dresden 1945 ausgebrannt, 1951 bis 1955 wiederaufgebaut, 1992 saniert. | 09215095 |
| Weitere Bilder                          | Eisenbahner-Wohnhof Leipziger Vorstadt: Wohnhausgruppe (Großenhainer Straße 2 und Hansastraße 7) vom Eisenbahner-Wohnhof Leipziger Vorstadt                                                                                            | Großenhainer Straße 2 (Karte)                                                                                      | 1927–1929 (Mehrfamilienwohnhaus) | sehr qualitätvolles Beispiel des Backstein-Expressionismus der 1920er Jahre, siehe auch Hansastraße 9–37, Conradstraße 11–23, Fritz-Hoffmann-Str. 10 und Großenhainer Straße 4–18, baugeschichtlich und stadtentwicklungsgeschichtlich von Bedeutung | 09218837 |
|                                         | Remisengebäude (ehem.) | Großenhainer Straße 3 (Karte)                                                                                      | um 1910 (Remisengebäude) | schlichter Putzbau um 1910, Beispiel Reformarchitektur, baugeschichtlich von Bedeutung | 09215332 |
| Weitere Bilder                          | Eisenbahner-Wohnhof Leipziger Vorstadt: Häuserzeile und Hinterhaus des Eisenbahner-Wohnhof Leipziger Vorstadt | Großenhainer Straße 4; 4b; 6; 6b; 8; 8b; 10; 10b; 12; 12b; 14; 14b; 16; 16b; 18; 18b (Karte)                       | 1927–1929 (Wohnanlage) | qualitätvolles Beispiel der Wohnanlagenarchitektur der 1920er Jahre, geprägt durch akzentuierende Backsteinelemente, siehe auch Hansastraße 7–37, Conradstraße 11–23, Fritz-Hoffmann-Straße 10 und Großenhainer Straße 2, stadtentwicklungsgeschichtlich und baugeschichtlich von Bedeutung | 09215326 |
| Direkt Bild zu diesem Denkmal hochladen | Druckerei und Schriftgießerei (Offizin-Haag-Drugulin) | Großenhainer Straße 11a (Karte)                                                                                    | 2. Hälfte 19. und 1. und 2. Drittel 20. Jahrhundert | Sammlung von Maschinen und anderweitiger Ausstattung einer noch produzierenden Firma, einzigartiges Dokument für die Entwicklung des Bleisatzdruckverfahrens in Deutschland im 19. und 20. Jahrhundert, vermittelt zudem die Historie eines traditionsreichen Unternehmens, von besonderer industrie- und technikgeschichtlicher Bedeutung | 09307350 |
|                                         | Villa mit Einfriedung | Großenhainer Straße 21 (Karte)                                                                                     | 1859 (Villa) | schlichter, historistischer Putzbau, baugeschichtlich bedeutend | 09215331 |
|                                         | Villa mit Einfriedung | Großenhainer Straße 25 (Karte)                                                                                     | 1859 (Villa) | schlichter, historistischer Putzbau, baugeschichtlich bedeutend | 09215096 |
|                                         | Taubenhaus | Großenhainer Straße 30 (Karte)                                                                                     | 1886–1900 (Taubenhaus) | turmartig gestaltet, markante und baugeschichtlich bedeutende Zweckarchitektur des späten 19. Jahrhunderts mit Seltenheitswert | 09302965 |
| Weitere Bilder                          | Wohn- und Geschäftshaus mit Einfriedung und in offener Bebauung | Großenhainer Straße 32 (Karte)                                                                                     | 1900–1902 (Wohn- und Geschäftshaus) | repräsentativer Putzbau mit zeittypischer Jugendstildekoration, seit 1897 Firmensitz der Orgelbaufirma Jehmlich, ortsgeschichtlich und baugeschichtlich von Bedeutung | 09215425 |
|                                         | Villa mit Einfriedung | Großenhainer Straße 34 (Karte)                                                                                     | um 1895 (Fabrikantenvilla) | markanter historisierender Bau, wohl als Fabrikantenvilla erbaut, baugeschichtlich und künstlerisch bedeutend | 09215426 |
|                                         | Mietshaus in offener Bebauung | Großenhainer Straße 35 (Karte)                                                                                     | um 1885 (Mietshaus) | markanter Bau mit historisierender Fassade, baugeschichtlich bedeutend | 09215427 |
| Weitere Bilder                          | Wohnanlage (Großenhainer Straße 38/40/42 und Fritz-Reuter-Straße 57/59/61) | Großenhainer Straße 38; 40; 42 (Karte)                                                                             | um 1925 (Wohnanlage) | schlichte Putzbauten mit Expressionismusbezügen, sparsame farbliche Akzente, Fassade Großenhainer Str. 42 als Hauptschauseite mit Relief und markantem Schwung, baugeschichtlich und ortsgeschichtlich bedeutend | 09215470 |
|                                         | Doppelmietshaus in offener Bebauung | Großenhainer Straße 41; 43 (Karte)                                                                                 | um 1900 (Doppelmietshaus) | markanter Bau mit historisierender Fassade, baugeschichtlich bedeutend | 09215429 |
|                                         | Wohnanlage | Großenhainer Straße 61; 63 (Karte)                                                                                 | um 1925 (Mehrfamilienwohnhaus) | markante, straßenbildprägende Putzbauten mit bauzeitlichen, expressionistischen Torgestaltungen, Ladeneinbauten usw., baugeschichtlich von Bedeutung | 09215430 |
|                                         | Mietshaus in geschlossener Bebauung | Großenhainer Straße 65 (Karte)                                                                                     | um 1905 (Mietshaus) | markanter Bau mit zeittypischer, repräsentativer Fassadengestaltung und Jugendstilelementen, baugeschichtlich bedeutend | 09214547 |
|                                         | Mietshaus in geschlossener Bebauung | Großenhainer Straße 67 (Karte)                                                                                     | um 1905 (Mietshaus) | markanter Bau mit schlichter Putzfassade, bildet markantes Ensemble mit benachbarten Häusern, baugeschichtlich und stadtentwicklungsgeschichtlich bedeutend | 09215432 |
|                                         | Mietshaus in geschlossener Bebauung | Großenhainer Straße 69 (Karte)                                                                                     | bezeichnet 1905 (Mietshaus) | mit Laden, bildet repräsentatives, platzbildprägendes Ensemble mit benachbarten Häusern, Jugendstilanklänge, baugeschichtlich bedeutend | 09215433 |
|                                         | Mietshaus in geschlossener Bebauung | Großenhainer Straße 71 (Karte)                                                                                     | um 1905 (Mietshaus) | mit Laden, bildet markantes Ensemble mit benachbarten Häusern, baugeschichtlich bedeutend | 09215434 |
|                                         | Mietshaus in geschlossener Bebauung | Großenhainer Straße 73 (Karte)                                                                                     | um 1905 (Mietshaus) | mit Laden, markanter Bau mit zeittypischer Fassadengestaltung und Jugendstilelementen, bildet markantes Ensemble mit benachbarten Häusern, baugeschichtlich und stadtentwicklungsgeschichtlich bedeutend | 09215435 |
|                                         | Mietshaus in Ecklage und geschlossener Bebauung | Großenhainer Straße 75 (Karte)                                                                                     | um 1905 (Mietshaus) | mit Laden, repräsentative, platzbildprägende Gestaltung, bildet markantes Ensemble mit benachbarten Häusern vom Anfang des 20. Jh., baugeschichtlich und stadtentwicklungsgeschichtlich bedeutend | 09215436 |
|                                         | Mietshaus in halboffener Bebauung | Hafenstraße 2 (Karte)                                                                                              | um 1890 (Mietshaus) | schlichter Putzbau mit historisierender Fassade, baugeschichtlich und stadtentwicklungsgeschichtlich bedeutend | 09215369 |
| Weitere Bilder                          | Wohnanlage (Erfurter Straße 3/5/7/9/11/13 und Hallesche Straße 1) | Hallesche Straße 1 (Karte)                                                                                         | bezeichnet 1928 (Mehrfamilienwohnhaus) | nach innen schwingende Häuserzeile mit zeittypischer Putzfassade Ende der 1920er Jahre, errichtet von der Dresdner Fleischerinnung für ihre Mitglieder, baugeschichtlich bedeutend | 09215357 |
| Weitere Bilder                          | Baugruppe Gehestraße: Wohnanlage (Eisenberger Straße 16/18, Gehestraße 1/b/c/d und Hallesche Straße 2) des Kleinwohnungsbauvereins Dresden – Baugruppe Gehestraße                                                                      | Hallesche Straße 2 (Karte)                                                                                         | 1911 (Mehrfamilienwohnhaus) | Anlage aus gestaffelter Häuserzeile, beidseitigen Vorgärten und Querriegel, Reformstilarchitektur, baugeschichtlich bedeutend | 09215360 |
|                                         | Doppelmietshaus in geschlossener Bebauung | Hallesche Straße 3; 5 (Karte)                                                                                      | um 1900 (Doppelmietshaus) | Teil eines Quartiers der Jahrhundertwende mit zeittypischer historisierender Putzfassade, baugeschichtlich und stadtentwicklungsgeschichtlich bedeutend | 09215367 |
|                                         | Mietshaus in geschlossener Bebauung | Hallesche Straße 4 (Karte)                                                                                         | um 1900 (Mietshaus) | Teil eines Quartiers der Jahrhundertwende mit zeittypischer historisierender Klinkerfassade, baugeschichtlich und stadtentwicklungsgeschichtlich bedeutend | 09215361 |
|                                         | Mietshaus in geschlossener Bebauung | Hallesche Straße 6 (Karte)                                                                                         | um 1900 (Mietshaus) | Teil eines Quartiers der Jahrhundertwende mit zeittypischer historisierender Putzfassade, baugeschichtlich und stadtentwicklungsgeschichtlich bedeutend | 09215362 |
|                                         | Mietshaus in halboffener Bebauung | Hallesche Straße 7 (Karte)                                                                                         | um 1895 (Mietshaus) | Teil eines Quartiers der Jahrhundertwende mit zeittypischer historisierender Klinkerfassade, baugeschichtlich und stadtentwicklungsgeschichtlich bedeutend | 09215368 |
|                                         | Mietshaus in geschlossener Bebauung | Hallesche Straße 8 (Karte)                                                                                         | um 1900 (Mietshaus) | Teil eines Quartiers der Jahrhundertwende mit zeittypischer historisierender Klinkerfassade, baugeschichtlich und stadtentwicklungsgeschichtlich bedeutend | 09215363 |
|                                         | Mietshaus in geschlossener Bebauung | Hallesche Straße 9 (Karte)                                                                                         | bezeichnet 1900 (Mietshaus) | mit Laden, Teil eines Quartiers der Jahrhundertwende mit zeittypischer historisierender Klinkerfassade, baugeschichtlich und stadtentwicklungsgeschichtlich bedeutend | 09215364 |
|                                         | Mietshaus in geschlossener Bebauung | Hallesche Straße 11 (Karte)                                                                                        | um 1900 (Mietshaus) | Teil eines Quartiers der Jahrhundertwende mit zeittypischer historisierender Klinkerfassade, baugeschichtlich und stadtentwicklungsgeschichtlich bedeutend | 09215365 |
|                                         | Mietshaus in geschlossener Bebauung | Hallesche Straße 13 (Karte)                                                                                        | um 1900 (Mietshaus) | Teil eines Quartiers der Jahrhundertwende mit zeittypischer historisierender Klinkerfassade, baugeschichtlich und stadtentwicklungsgeschichtlich bedeutend | 09215366 |
|                                         | Doppelwohnhaus (Hallesche Straße 15 und Weimarische Straße 20) einer Wohnanlage | Hallesche Straße 15 (Karte)                                                                                        | 1920er Jahre (Doppelwohnhaus) | Putzfassaden mit expressionistischem Formengut, architektonisch qualitätvolles Beispiel der Wohnanlagenarchitektur der 1920er Jahre, baugeschichtlich von Bedeutung | 09215380 |
|                                         | Weichbildstein | Hansastraße (Karte)                                                                                                | 1991–1993 (Kopie des Originals von 1550) | Kopie des Weichbildsteines an der Königsbrücker Straße, stadtgeschichtlich von Bedeutung | 09218835 |
| Weitere Bilder                          | Alter Leipziger Bahnhof; Güterbahnhof Dresden-Neustadt | Hansastraße 3 (Karte)                                                                                              | 1852–1857 (Empfangsgebäude), um 1857 (Reste Lokschuppen), 1852–1857 (Güterschuppen), um 1890 (Dienstgebäude), um 1940 (Dienstgebäude)                                 | Erhaltene Teile des Empfangshallenkomplexes, vier Dienstgebäude, fünf Güterbögen und offene(r) Halle (Güterboden); ersterer aus Gruppe drei gegeneinander leicht geknickter Bauten, Gebäude des Güterbahnhofs schließen westlich an, östliche Empfangshallenkomplex beginnt südlich mit Teil der ehemaligen Abgangshalle (einschl. sogenannter »Grüner Villa«), dahinter ruinöser, halbkreisförmiger Verbindungsbau und abschließend erhaltener Trakt der einstigen Ankunftshalle, als ältester Standort eines Bahnhofs in Dresden von singulärem verkehrsgeschichtlichem Wert, zudem baugeschichtlich und ortsgeschichtlich bedeutend. | 09215003 |
| Weitere Bilder                          | Eisenbahner-Wohnhof Leipziger Vorstadt: Wohnhausgruppe (Großenhainer Straße 2 und Hansastraße 7) vom Eisenbahner-Wohnhof Leipziger Vorstadt                                                                                            | Hansastraße 7 (Karte)                                                                                              | 1927–1929 (Mehrfamilienwohnhaus) | sehr qualitätvolles Beispiel des Backstein-Expressionismus der 1920er Jahre, siehe auch Hansastraße 9–37, Conradstraße 11–23, Fritz-Hoffmann-Str. 10 und Großenhainer Straße 4–18, baugeschichtlich und stadtentwicklungsgeschichtlich von Bedeutung | 09218837 |
| Weitere Bilder                          | Häuserzeile des Eisenbahner-Wohnhof Leipziger Vorstadt | Hansastraße 9; 11; 13; 15; 17; 19; 21; 23; 25; 27; 29; 31; 33; 35; 37 (Karte)                                      | 1927–1929 (Wohnanlage) | qualitätvolles Beispiel der Wohnanlagenarchitektur der 1920er Jahre, geprägt durch akzentuierende Backsteinelemente, siehe auch Hansastraße 7, Conradstraße 11–23, Fritz-Hoffmann-Straße 10 und Großenhainer Straße 2–18b, stadtentwicklungsgeschichtlich und baugeschichtlich von Bedeutung | 09215324 |
|                                         | Mietshaus in halboffener Bebauung und Einfriedung | Hansastraße 10 (Karte)                                                                                             | um 1903 (Mietshaus) | markanter Bau mit historisierender Fassade und bemerkenswerter Flurgestaltung (Kreuzgratgewölbe, Wandpilaster), baugeschichtlich und stadtentwicklungsgeschichtlich bedeutend | 09215319 |
| Weitere Bilder                          | Mietshaus in Ecklage und geschlossener Bebauung | Hansastraße 14 (Karte)                                                                                             | um 1903 (Mietshaus) | mit Laden, markanter Bau mit historisierender Fassade, Teil einer geschlossenen Häuserzeile der späten Gründerzeit, baugeschichtlich und stadtentwicklungsgeschichtlich bedeutend | 09215320 |
| Weitere Bilder                          | Mietshaus in geschlossener Bebauung | Hansastraße 16 (Karte)                                                                                             | um 1903 (Mietshaus) | mit Läden, markanter Bau mit historisierender Fassade, Teil einer geschlossenen Häuserzeile der späten Gründerzeit, baugeschichtlich und stadtentwicklungsgeschichtlich bedeutend | 09215321 |
| Weitere Bilder                          | Mietshaus in geschlossener Bebauung | Hansastraße 18 (Karte)                                                                                             | um 1903 (Mietshaus) | mit Laden, markanter Bau mit historisierender Fassade, Teil einer geschlossenen Häuserzeile der späten Gründerzeit, baugeschichtlich und stadtentwicklungsgeschichtlich bedeutend | 09215322 |
| Weitere Bilder                          | Mietshaus in Ecklage und geschlossener Bebauung | Hansastraße 20 (Karte)                                                                                             | um 1903 (Mietshaus) | straßenbildprägender, repräsentativer Bau mit historisierender Fassade, Teil einer geschlossenen Häuserzeile der späten Gründerzeit, baugeschichtlich und stadtentwicklungsgeschichtlich bedeutend | 09215323 |
|                                         | Eisenbahner-Wohnhof Leipziger Vorstadt: Häuserzeile (Häuserzeile Hansastraße 22/24/26/28/30/32/34/36/38/40/42/44/46/48 und Fritz-Hoffmann-Straße 10) vom Eisenbahner-Wohnhof Leipziger Vorstadt                                        | Hansastraße 22; 24; 26; 28; 30; 32; 34; 36; 38; 40; 42; 44; 46; 48 (Karte)                                         | 1927–1929 (Wohnanlage) | qualitätvolles Beispiel der Wohnanlagenarchitektur der 1920er Jahre, geprägt durch akzentuierende Backsteinelemente, siehe auch Hansastraße 7–37, Conradstraße 11–23 und Großenhainer Straße 2–18b, stadtentwicklungsgeschichtlich und baugeschichtlich von Bedeutung | 09218576 |
|                                         | Wohnhaus in geschlossener Bebauung | Hartigstraße 2 (Karte)                                                                                             | um 1925 (Wohnhaus) | Putzfassaden mit Formen des Backstein-Expressionismus der 1920er Jahre, baugeschichtlich von Bedeutung | 09215418 |
|                                         | Wohnanlage | Hartigstraße 4; 6; 8; 8b (Karte)                                                                                   | um 1925 (Wohnhaus) | Putz- und Klinkerfassaden, qualitätvolles Beispiel der Wohnanlagenarchitektur der 1920er Jahre, baugeschichtlich von Bedeutung | 09215420 |
|                                         | Wohnhaus in geschlossener Bebauung | Hartigstraße 10 (Karte)                                                                                            | bezeichnet 1926 (Wohnhaus) | Putzfassade mit zeittypischem 1920er Jahre Dekor, baugeschichtlich von Bedeutung | 09215419 |
|                                         | Mietshaus in geschlossener Bebauung | Hartigstraße 11 (Karte)                                                                                            | um 1900 (Mietshaus) | mit Laden, Teil eines Quartiers der Jahrhundertwende mit zeittypischer historisierender Klinkerfassade, baugeschichtlich und stadtentwicklungsgeschichtlich bedeutend | 09215421 |
| Weitere Bilder                          | Mietshaus in Ecklage und geschlossener Bebauung | Hartigstraße 12 (Karte)                                                                                            | um 1900 (Mietshaus) | originale Flurausstattung mit Decken- und Wandmalerei als Dekorationsmalerei und Stuckdekor, Teil eines Quartiers der Jahrhundertwende mit zeittypischer historisierender Putzfassade, baugeschichtlich, stadtentwicklungsgeschichtlich und künstlerisch bedeutend | 09215422 |
|                                         | Mietshaus in geschlossener Bebauung | Hartigstraße 14 (Karte)                                                                                            | um 1900 (Mietshaus) | Teil eines Quartiers der Jahrhundertwende mit zeittypischer historisierender Klinkerfassade, baugeschichtlich und stadtentwicklungsgeschichtlich bedeutend | 09215424 |
| Weitere Bilder                          | Mietshaus in geschlossener Bebauung | Hechtstraße 9 (Karte)                                                                                              | um 1880 (Mietshaus) | schlichter Putzbau mit historisierender Fassade, Teil einer geschlossenen Häuserzeile der späten Gründerzeit, baugeschichtlich und stadtentwicklungsgeschichtlich bedeutend | 09214788 |
| Weitere Bilder                          | Mietshaus in geschlossener Bebauung | Hechtstraße 11 (Karte)                                                                                             | um 1890 (Mietshaus) | schlichter Putzbau mit historisierender Fassade, Teil einer geschlossenen Häuserzeile der späten Gründerzeit, baugeschichtlich und stadtentwicklungsgeschichtlich bedeutend | 09214789 |
| Weitere Bilder                          | Mietshaus in geschlossener Bebauung | Hechtstraße 13 (Karte)                                                                                             | um 1880 (Mietshaus) | mit Laden, schlichter Putzbau mit historisierender Fassade, Teil einer geschlossenen Häuserzeile der späten Gründerzeit, baugeschichtlich und stadtentwicklungsgeschichtlich bedeutend | 09214790 |
| Weitere Bilder                          | Mietshaus in geschlossener Bebauung | Hechtstraße 15 (Karte)                                                                                             | um 1880 (Mietshaus) | schlichter Bau mit historisierender Fassade, baugeschichtlich und stadtentwicklungsgeschichtlich bedeutend | 09214791 |
| Weitere Bilder                          | Mietshaus in halboffener Bebauung | Hechtstraße 16 (Karte)                                                                                             | um 1880 (Mietshaus) | mit Laden, Putzbau mit historisierender Fassade, baugeschichtlich und stadtentwicklungsgeschichtlich bedeutend | 09214792 |
| Weitere Bilder                          | Mietshaus in geschlossener Bebauung | Hechtstraße 23 (Karte)                                                                                             | um 1880 (Mietshaus) | mit Laden, charakteristisches und weitgehend authentisch erhaltenes spätgründerzeitliches Mietshaus, baugeschichtlich und stadtentwicklungsgeschichtlich bedeutend | 09214794 |
|                                         | Mietshaus mit Hintergebäude in geschlossener Bebauung | Hechtstraße 26 (Karte)                                                                                             | um 1880 (Mietshaus) | mit Laden, markantes Anwesen aus der Gründerzeit, baugeschichtlich und stadtentwicklungsgeschichtlich bedeutend | 09214795 |
|                                         | Mietshaus in geschlossener Bebauung | Hechtstraße 28 (Karte)                                                                                             | um 1880 (Mietshaus) | mit Laden, markanter Bau mit historisierender Fassade, Teil einer geschlossenen Häuserzeile der späten Gründerzeit, baugeschichtlich und stadtentwicklungsgeschichtlich bedeutend | 09214796 |
|                                         | Mietshaus in geschlossener Bebauung, Hofgebäude und Wandbild (Hof zu Hechtstraße Nr. 28) | Hechtstraße 30 (Karte)                                                                                             | um 1885 (Mietshaus) | zeittypisch historisierender Mietshausbau mit Läden, ehem. Pferdegeschäft des Onkels von Erich Kästner, bauzeitlich Fassade klinkersichtig, Wandbild eines Narren an der Rückseite des südlichen Hofgebäudes, baugeschichtlich, ortsgeschichtlich und personengeschichtlich bedeutend | 09214797 |
|                                         | Mietshaus in geschlossener Bebauung | Hechtstraße 32 (Karte)                                                                                             | um 1880 (Mietshaus) | schlichter Bau mit historisierender Fassade, baugeschichtlich und stadtentwicklungsgeschichtlich bedeutend | 09214798 |
|                                         | Doppelmietshaus (Hechtstraße 34 und Fichtenstraße 11b) in Ecklage und geschlossene Bebauung | Hechtstraße 34 (Karte)                                                                                             | bezeichnet 1914 (Doppelmietshaus) | Putzbau mit Laden und Erkern, Eckbereich farblich und architektonisch besonders charakterisiert, im Reformstil der Zeit um 1910, baugeschichtlich und stadtentwicklungsgeschichtlich bedeutend und straßenbildprägend | 09214799 |
|                                         | Mietshaus in Ecklage und geschlossene Bebauung | Hechtstraße 35 (Karte)                                                                                             | um 1895 (Mietshaus) | mit Laden, markanter Bau mit historisierender Fassade, Teil einer geschlossenen Häuserzeile der späten Gründerzeit, baugeschichtlich und stadtentwicklungsgeschichtlich bedeutend | 09214800 |
|                                         | Mietshaus in geschlossener Bebauung | Hechtstraße 38 (Karte)                                                                                             | um 1880 (Mietshaus) | mit Laden, zeittypischer Bau mit historisierender Putz-Fassade, baugeschichtlich und stadtentwicklungsgeschichtlich bedeutend | 09214801 |
|                                         | Mietshaus in geschlossener Bebauung | Hechtstraße 39 (Karte)                                                                                             | um 1895 (Mietshaus) | mit Laden, charakteristischer Bau mit historisierender Klinker-Fassade, Teil einer geschlossenen Häuserzeile der späten Gründerzeit, baugeschichtlich und stadtentwicklungsgeschichtlich bedeutend | 09214802 |
|                                         | Mietshaus in Ecklage und ehemals geschlossene Bebauung | Hechtstraße 70 (Karte)                                                                                             | um 1895 (Mietshaus) | straßenbildprägender Bau mit historisierender Fassade, baugeschichtlich und stadtentwicklungsgeschichtlich bedeutend | 09214803 |
|                                         | Doppelmietshaus in offener Bebauung | Hechtstraße 71; 71b (Karte)                                                                                        | um 1900 (Doppelmietshaus) | imposanter Bau mit historisierender Klinkerfassade, straßenbildprägend und baugeschichtlich bedeutend | 09214804 |
|                                         | Häuser der Johann-Meyer-Stiftung: Arbeiterwohnhaus und Hintergebäude in Ecklage, mit Teilen der Einfriedung | Hechtstraße 73 (Karte)                                                                                             | 1873 (Arbeiterwohnhaus) | gemeinsam mit den Doppelwohnhäusern Buchenstraße 24/26 und 25/27 sowie Hechtstraße 75/77 erste Beispiele des sozialen Wohnungsbaus in Dresden, Hintergebäude für die sanitären Einrichtungen, Einfriedung mit Sandsteinpfeilern, baugeschichtlich und sozialgeschichtlich bedeutend | 09214805 |
|                                         | Häuser der Johann-Meyer-Stiftung: Zwei Arbeiterwohnhäuser mit jeweils zwei Eingängen und Anbauten für sanitäre Einrichtungen | Hechtstraße 75; 75a; 77; 77a (Karte)                                                                               | 1873–1876 (Arbeiterwohnhaus) | gemeinsam mit dem Eckhaus Nummer 73 und den Doppelwohnhäusern Buchenstraße 24/26 und 25/27 erste Beispiele des sozialen Wohnungsbaus in Dresden, baugeschichtlich und sozialgeschichtlich bedeutend | 09214806 |
| Weitere Bilder                          | Sachgesamtheit Neuer Neustädter Friedhof | Hechtstraße 78; 78a (Karte)                                                                                        | 1862, Einweihung (Friedhof) | Sachgesamtheit Neuer Neustädter Friedhof: in seiner gewachsenen funktionellen und gestalterischen Einheit mit Verwaltungsgebäuden, gliederndem Wegesystem, strukturbildender und raumbildender Bepflanzung (Gartendenkmal) sowie Friedhofsmauer einschließlich Toranlagen und Toren (ID-Nr. 09214809); baugeschichtlich, künstlerisch, landschaftsgestalterisch sowie ortsgeschichtlich und personengeschichtlich von Bedeutung, errichtet nach Plänen von Schilling & Graebner. | 09306008 |
| Weitere Bilder                          | Einzeldenkmale der Sachgesamtheit Neuer Neustädter Friedhof: Verwaltungsgebäude inkl. Einfriedung, Einsegnungshalle (Feierhalle) und Leichenhalle (Einzeldenkmale zu ID-Nr. 09306008)                                                  | Hechtstraße 78; 78a (Karte)                                                                                        | 1911–1913 (Feierhalle), 1911–1913 (Leichenhalle), 1911–1913 (Friedhofsverwaltung), 1862, Einweihung (Friedhofsgestaltung), 1868 (Marschall-Eiche)                     | Einzeldenkmale der Sachgesamtheit Neuer Neustädter Friedhof: Verwaltungsgebäude(n) inklusive Einfriedung, Einsegnungshalle (Feierhalle) und Leichenhalle, denkmalwerten Grabstätten sowie gliederndem Wegesystem, struktur- und raumbildender Bepflanzung sowie Friedhofsmauer einschl. Toranlagen und Toren; baugeschichtlich, künstlerisch, landschaftsgestalterisch sowie ortsgeschichtlich und personengeschichtlich von Bedeutung, errichtet nach Plänen von Schilling & Graebner. | 09214809 |
|                                         | Einzeldenkmal der Sachgesamtheit Baugruppe Bärwalder Straße (Objekt 09301952): Häuserzeile | Hechtstraße 85; 87; 89 (Karte)                                                                                     | 1926–1930 (Mehrfamilienwohnhaus) | Siedlung des Kleinwohnungsbauvereins und des Heimstättenvereins Dresden-Nordost; baugeschichtlich und stadtentwicklungsgeschichtlich bedeutend | 09304395 |
|                                         | Einzeldenkmal der Sachgesamtheit Baugruppe Bärwalder Straße (Objekt 09301952): Häuserzeile (Bärwalder Straße 1/3/5/7 und Hechtstraße 91/93/95/97)                                                                                      | Hechtstraße 91; 93; 95; 97 (Karte)                                                                                 | 1926–1939, bezeichnet 1926 (Mehrfamilienwohnhaus) | Siedlung des Kleinwohnungsbauvereins und des Heimstättenvereins Dresden-Nordost; konvex gekrümmte Häuserzeile, baugeschichtlich und stadtentwicklungsgeschichtlich bedeutend | 09215399 |
|                                         | Einzeldenkmal der Sachgesamtheit Baugruppe Bärwalder Straße (Objekt 09301952): Gebäudekomplex mit Hochhaus (Bärwalder Straße 2/4/6 und Hechtstraße 99/101/103/105)                                                                     | Hechtstraße 99; 101; 103; 105 (Karte)                                                                              | 1926–1930 (Mehrfamilienwohnhaus) | Siedlung des Kleinwohnungsbauvereins und des Heimstättenvereins Dresden-Nordost; über spitzwinkligem Grundriss, baugeschichtlich und stadtentwicklungsgeschichtlich bedeutend | 09215397 |
|                                         | Einzeldenkmal der Sachgesamtheit Baugruppe Bärwalder Straße (Objekt 09301952): Häuserzeile (Bärwalder Straße 8/10/12, Hechtstraße 107/109/111/113/115/117/119/121/123/125, Niederauer Platz 4–9 und Ottendorfer Straße 17/19/21/23/25) | Hechtstraße 107; 109; 111; 113; 115; 117; 119; 121; 123; 125 (Karte)                                               | 1926–1930 (Mehrfamilienwohnhaus) | Siedlung des Kleinwohnungsbauvereins und des Heimstättenvereins Dresden-Nordost; erstreckt sich vom Niederauer Platz über die Ottendorfer Straße bis in die Hechtstraße, baugeschichtlich und stadtentwicklungsgeschichtlich bedeutend | 09215402 |
|                                         | Einzeldenkmal der Sachgesamtheit Baugruppe Bärwalder Straße (Objekt 09301952): Häuserzeile | Hechtstraße 127; 129; 131; 133; 135 (Karte)                                                                        | bezeichnet 1935 (Mehrfamilienwohnhaus) | Siedlung des Kleinwohnungsbauvereins und des Heimstättenvereins Dresden-Nordost; baugeschichtlich und stadtentwicklungsgeschichtlich bedeutend | 09215394 |
|                                         | Mietshaus in geschlossener Bebauung | Helgolandstraße 1 (Karte)                                                                                          | 1897, nach Adressbuch (Mietshaus) | markanter Bau mit historisierender Fassade, Teil einer geschlossenen Häuserzeile der späten Gründerzeit, baugeschichtlich und stadtentwicklungsgeschichtlich bedeutend. | 09214850 |
|                                         | Mietshaus in geschlossener Bebauung | Helgolandstraße 3 (Karte)                                                                                          | 1897, nach Adressbuch (Mietshaus) | markanter Bau mit historisierender Klinker-Fassade, Teil einer geschlossenen Häuserzeile der späten Gründerzeit, baugeschichtlich und stadtentwicklungsgeschichtlich bedeutend | 09214851 |
|                                         | Mietshaus (Nr. 5) und drei aneinander gebaute Hinterhäusern (Nr. 5a, 5b, 5c) und vier Werkstattgebäude (Nr. 5d, 5e, 5f, 5g) | Helgolandstraße 5; 5a; 5b; 5c; 5d; 5e; 5f; 5g (Karte)                                                              | vor 1900 (Mietshaus), 1898, nach Adressbuch (Hinterhaus), 1899 (Nummer 5d, 5e), nach Adressbuch, 1901 (Nummer 5g), nach Adressbuch, 1905 (Nummer 5f), nach Adressbuch | historisierende Klinkerfassaden, Hinterhäuser und Werkstattgebäude im Innern des Quartiers zwischen Conradstraße, Friedensstraße, Fritz-Reuter-Straße und Helgolandstraße, bildet ein Grundstück mit Friedenstr. 8, in dieser Form einzigartige Hofbebauung in Dresden, baugeschichtlich und stadtentwicklungsgeschichtlich bedeutend | 09214852 |
|                                         | Mietshaus in geschlossener Bebauung | Helgolandstraße 7 (Karte)                                                                                          | 1897, nach Adressbuch (Mietshaus) | markanter Bau mit historisierender Klinker-Fassade, Teil einer geschlossenen Häuserzeile der späten Gründerzeit, baugeschichtlich und stadtentwicklungsgeschichtlich bedeutend | 09214853 |
| Weitere Bilder                          | Doppelmietshaus (Helgolandstraße 8 und Fritz-Reuter-Straße 10a) in geschlossener Bebauung und Ecklage | Helgolandstraße 8 (Karte)                                                                                          | 1900, nach Adressbuch (Doppelmietshaus) | straßenbildprägender Bau mit historisierender Fassade, Teil einer geschlossenen Häuserzeile der späten Gründerzeit, baugeschichtlich und stadtentwicklungsgeschichtlich bedeutend | 09214858 |
|                                         | Mietshaus in Ecklage und geschlossener Bebauung | Helgolandstraße 9 (Karte)                                                                                          | bezeichnet 1896–1897 (Mietshaus) | repräsentatives, historisierendes Gebäude aus dem Ende des 19. Jahrhunderts mit zeittypischer Klinker-Werkstein-Fassade, zudem Teil eines geschlossen erhaltenen spätgründerzeitlichen Gevierts, baugeschichtlich und stadtentwicklungsgeschichtlich bedeutend | 09214857 |
|                                         | Mietshaus in geschlossener Bebauung und Ecklage | Helgolandstraße 9b (Karte)                                                                                         | 1900, nach Adressbuch (Mietshaus) | markanter Bau mit historisierender Klinker-Fassade, Teil einer geschlossenen Häuserzeile der späten Gründerzeit, baugeschichtlich und stadtentwicklungsgeschichtlich bedeutend | 09214860 |
|                                         | Mietshaus in geschlossener Bebauung | Helgolandstraße 10 (Karte)                                                                                         | 1900, nach Adressbuch (Mietshaus) | zeittypischer Bau mit historisierender Klinker-Fassade, Teil einer geschlossenen Häuserzeile der späten Gründerzeit, baugeschichtlich und stadtentwicklungsgeschichtlich bedeutend | 09214859 |
|                                         | Mietshaus in geschlossener Bebauung | Helgolandstraße 12 (Karte)                                                                                         | 1901, nach Adressbuch (Mietshaus) | weitgehend ursprünglich erhaltenes Wohngebäude der Jahrhundertwende mit charakteristischer historisierender Klinker-Sandstein-Fassade und Flur- und Treppenhausausstattung aus der Entstehungszeit, zudem Teil eines homogen erhaltenen Quartiers aus der Kaiserzeit, baugeschichtlich und stadtentwicklungsgeschichtlich bedeutend | 09217746 |
|                                         | Mietshaus und Hintergebäude in geschlossener Bebauung | Helgolandstraße 14 (Karte)                                                                                         | 1901, nach Adressbuch (Mietshaus) | markanter Bau mit historisierender Klinker-Fassade, Teil einer geschlossenen Häuserzeile der späten Gründerzeit, baugeschichtlich und stadtentwicklungsgeschichtlich bedeutend. | 09304706 |

## Ausführliche Denkmaltexte
1. ↑  
Sachgesamtheit Baugruppe Bärwalder Straße, mit folgenden Einzeldenkmalen: Bärwalder Straße 1, 2, 3, 4, 5, 6, 7, 8, 9, 10, 11, 12, 13, 14, 15, 16, 17, 18, 19, 21, 23, 25, 27, 29, 31 (ID-Nr. 09215399, ID-Nr. 09215397, ID-Nr. 09215402, ID-Nr. 09215400, ID-Nr. 09215403, ID-Nr. 09215401), Hechtstraße 85, 87, 89, 91, 93, 95, 97, 99, 101, 103, 105, 107, 109, 111, 113, 115, 117, 119, 121, 123, 125, 127, 129, 131, 133, 135 (ID-Nr. 09304395, ID-Nr. 09215399, ID-Nr. 09215397, ID-Nr. 09215402, ID-Nr. 09215394), Niederauer Platz 1, 2, 3, 4, 5, 6, 7, 8, 9 (ID-Nr. 09215402, ID-Nr. 09215403), Niederauer Straße 2, 4, 6, 8, 10, 12, 14, 16, 18, 20 (Obj 09215406, ID-Nr. 09215407), Ottendorfer Straße 14, 16, 17, 18, 19, 20, 21, 22, 23, 25 (ID-Nr. 09215402, ID-Nr. 09215408), Seifersdorfer Straße 9, 11, 13, 15, 17, 19, 21, 23 (ID-Nr. 09215410) Niederauer Straße 23 (ID-Nr. 09304394) außerdem mit folgenden 18 Reihenhausgruppen (98 Einfamilienhäuser) als Sachgesamtheitsteilen: Bärnsdorfer Straße 116, 118, 120, 122, 124, 126, 128, 130, 132, 134, 136, 138, 140, 142, 144, 146, 148, 150, 152, 154, 156, 158, 160, 162, 164, 166, 168, 170, 172, 174, 176, 178, 180, 182, 184, 186, 188, 190, 192, 194, Berbisdorfer Straße 1, 3, 5, 7, 9, Ebersbacher Weg 1, 2, 3, 4, 5, 6, Medinger Weg 1, 2, 3, 4, 5, Naunhofer Weg 1, 2, 3, 4, 5, 6, 7, Niederauer Straße 1, 3, 5, 7, 9, 11, 13, 15, 17, 19, 21, 25, 27, 29, 31, 33, 35, 37, 39, 41, 43, 45, Oberauer Straße 2, Seifersdorfer Straße 2, 4, 6, 8, 10, Wilschdorfer Straße 13, 14, 15, 16, Würschnitzer Weg 1, 2, 3, sowie dem Doppelwohnhaus Oberauer Straße 4/6 und den Grünanlagen als Sachgesamtheitsteile; Siedlungsanlage des Kleinwohnungsbauvereins und des Heimstättenvereins Dresden-Nordost, in etwa zwischen Hechtstraße, Oberauer Straße, Bärnsdorfer Straße und Seifersdorfer Straße aus 14 Häuserzeilen des Kleinwohnungsbauvereins über unterschiedlichen Grundrissen bestehend und aus 18 Reihenhausgruppen des Heimstättenvereins, Siedlung baugeschichtlich und stadtentwicklungsgeschichtlich sowie städtebaulich bedeutend.
2. ↑  
Bereits in den 1880er Jahren gab es in großstädtischen Telefonnetzen erste unterirdische Leitungsabschnitte. Mit der rasant anwachsenden Zahl an Fernsprechverbindungsleitungen im städtischen Raum stieg die Notwendigkeit, oberirdische Leitungen in unterirdische Kabelnetze zu überführen, auch eine verbesserte Kabelisolierung beförderte Anfang des 20. Jahrhunderts den umfangreicheren Ausbau unterirdischer Kabelnetze. Dabei bestanden die strahlenförmig angelegten Fernsprechkabelnetze der Reichspost aus einem hierarchischen Verteilungssystem: Hauptkabel aus der Zentrale wurden an räumlich günstig gelegenen Knotenpunkten in sogenannten Linienverzweigern bzw. in den diesen nachgeordneten, kleineren Kabelverzweigern in mehrere Kabel aufgefächert. Jene wurden in Endverzweigern in die Anschlusskabel zu den einzelnen Sprechstellen überführt. Das Zusammenfassen der Kabel an den Verzweigungspunkten ermöglichte eine größtmögliche wirtschaftliche Ausnutzung des Leitungssystems, da eine Reserve an ungenutzten Adern lediglich in den Ausläufern des Kabelnetzes vorgehalten werden musste. An den Verzweigungspunkten wurden die Kabel aus einem Kabelbrunnen heraus den ebenerdigen Schalteinrichtungen zugeführt. Metallgehäuse unterschiedlicher Größen und Formen schützten diese und ermöglichten den Zugang für Wartungs- und Erweiterungsarbeiten am Kabelnetz. Bestand zunächst eine Vielzahl an Gehäuseformen, trieb die Reichspost nach dem Ersten Weltkrieg eine Standardisierung voran, es entstanden typisierte Gehäuse wie der am Bischofsplatz erhaltene Linienverzweiger, einem achteckigen Metallgehäuse auf Kunststeinsockel mit Lüftungshaube. Obwohl die technische Ausstattung des Linienverzweigers vermutlich aus jüngerer Zeit stammt, blieb die ursprüngliche funktionale Nutzung der Anlage bestehen. Als oberirdisch sichtbarer Anlage einer überwiegend unterirdischen Infrastruktur mit großer Bedeutung für die gesellschaftliche Entwicklung des 20. Jahrhunderts kommt dem vorliegenden Verzweigergehäuse nicht nur ein technikgeschichtlicher Wert zu. Einst in großer Zahl das Stadtbild an Straßen und Plätzen prägend, kommt derartigen Zeugnissen der Telekommunikationsgeschichte inzwischen ein großer Seltenheits- und Dokumentationswert zu.
3. ↑  
Denkmaltext

Abgesehen davon, dass Teile des Leipziger Bahnhofs, Dresden, Eisenbahnstraße 1, 2 als Einzeldenkmale gelten, erfüllt er insgesamt, vor allem mit den dominant in Erscheinung tretenden, großen Pflasterflächen, den zahlreichen, an den Böden entlang laufenden Laderampen, vereinzelten Gehwegen, diversen Gleisführungen und einem mit Bäumen bestandenen Ruheplatz für das Bahnpersonal, auch die Voraussetzungen eines Kulturdenkmals im Sinne einer Sachgesamtheit gemäß § 2 Abs. 1 SächsDSchG, da wegen seiner baugeschichtlichen und ortsgeschichtlichen Bedeutung sowie seines singulären verkehrsgeschichtlichen Wertes ein öffentliches Erhaltungsinteresse besteht. 

Der erste (alte) Leipziger Bahnhof von Dresden war am 7./8. April 1839 als Endpunkt der ersten deutschen Fernreisebahnlinie Dresden – Leipzig feierlich eingeweiht worden. Er bestand aus drei Hauptgebäuden (Personen-Halle, Expedition und Restauration), die durch zwei konvexe Arkaden miteinander verbunden waren, verschiedene Zweckbauten und einer Drehscheibe. Mit Vollendung des 1847 in direkter Nachbarschaft entstandenen Schlesischen Bahnhofs (Neustädter Bahnhof) sowie dem Bau der Eisenbahn-Marienbrücke 1852 zum Anschluss an den Böhmischen Bahnhof (Hauptbahnhof), führten erste entscheidende Um- und Neubauten an den bestehenden Anlagen (Gebäuden und Gleisführungen) an Stelle des vorherigen zu einem neuen zweiten Bahnhof mit Durchgangsverkehr. Er zeigte einen langgestreckten, pavillonartigen Komplex mit Ankunftshalle von Leipzig, Abgangshalle nach Leipzig sowie Ankunfts- und Abgangshalle von und nach Prag, dazu ein separates Maschinenhaus und Schuppen. Durch das sich stetig entwickelnde Bahnnetz kam es bis 1857, die Einweihung fand am 19. Mai des Jahres statt, zur Entstehung eines dritten Leipziger Bahnhofs, näher zur Großenhainer Chaussee (Großenhainer Straße) hin verlagert. Dessen Personenbahnhof, nunmehr mit Ankunftshalle, Abgangshalle und »Prager Halle« (auch für den Verkehr von und nach Wien) griff die Grundform der Vorgängeranlage auf, von der es leider keine Ansichten gibt. Zwei Bauten von 1839, die einstige Expedition und Restauration, hatte man noch einmal integriert. Wohl von 1874 bis 1875 entstanden auf dem an der Leipziger Straße gelegenen Gelände gesonderte Gleisanlagen mit Güterböden. 

In den Jahren 1890 bis 1901 folgte das große Vorhaben der völligen Neugestaltung der Dresdner Bahnanlagen. Die Bahnkörper wurden als kreuzungsfreie Verkehrsführung hochgelegt, dem Beispiel anderer Großstädte folgend, was auch den Wegfall der »Prager Halle« zur Folge hatte. Damit bildete der südliche Eckbau der vordem mittigen Abgangshalle mit zentralem Zugang des Bahnhofs den neuen Abschluss. Zwischenzeitlich errichtete man 1898–1899 ein Dienstgebäude für die Güterverwaltung und einen Güterboden mit Klinkerfassaden. Mit der Inbetriebnahme des Neustädter Bahnhofs, an Stelle des Schlesischen Bahnhofs, am 1. März 1901 war für die Leipziger Strecke eine neue Linienführung realisiert. Die Anlagen des Leipziger Bahnhofs wurden frei und zum Güterbahnhof Dresden-Neustadt umgewandelt. Die verbliebenen Teile des dritten Personenbahnhofs dienten bis zu seiner Kriegszerstörung 1945 und nach teilweiser Instandsetzung weitere Jahre danach dem Express- bzw. Eilgutverkehr der Bahn. 

Von den erwähnten Baulichkeiten haben sich bis heute wesentliche Teile der Abgangshalle mit Uhrturm und der Ankunftshalle des 1857–1859 entstanden dritten Personenbahnhofs erhalten. Hinzu kommen drei der Güterböden aus der Zeit von 1874 bis 1875. Sie beeindrucken durch verputztes Sandsteinquadermauerwerk, Rundbögen und schmale Verladerampen, von weit auskragenden Dächern auf hölzernen Zierkonsolen geschützt. Etwa in der Mitte des Areals dominieren die beiden Klinkerbauten aus dem Ende des 19. Jahrhunderts, wobei das Dienstgebäude nicht gänzlich überkommen ist. Bis 1925 ergänzte man den Güterbahnhof um ein äußerlich schlichtes Dienstgebäude an der Ostseite. Es steht bis heute für die versachlichte Architektursprache seiner Zeit. Einige der Gebäude werden bis jetzt genutzt. Neben den Bauten finden sich auf dem Gelände Einfriedungen, ausgedehnte Pflasterflächen für den straßenseitigen Fahrzeugtransport und, wie bereits erwähnt, zahlreiche Laderampen, darunter eine mit Überdachung, sowie mindestens ein erhaltenes Gleis. Leider wurden alle anderen Gleise für den Bahntransport abgebaut. Aber ihre einstigen Gleisführungen, markiert durch Schotter und Schwellen, künden noch heute von der einst großzügigen Anlage. An der südwestlich Ecke des Bahnhofs fällt durch seine Bauweise ein zu DDR-Zeiten entstandener neuer und seinerzeit moderner Güterboden auf.

Die baugeschichtliche Bedeutung des gesamten Bahnhofs über dem Grundriss einer Gleisharfe ergibt sich aus der Zeitzeugenschaft der Baulichkeiten für die Bahnhofsarchitektur über mehrere Jahrzehnte von der Mitte des 19. Jahrhunderts bis in die DDR-Zeit. Dabei besonders erwähnenswert sind die erhaltenen Teile der Abgangshalle mit Uhrturm, die einen Großteil der Fassadengestaltung aus der Entstehungszeit noch anschaulich machen. Trotz deren fragmentarischen Charakters, zeigen die vorhandenen Elemente die damalige qualitativ hochwertige Architekturauffassung und lassen die Dimension des ursprünglichen Gebäudekomplexes deutlich werden. Die Güterbögen wirken schon durch ihre schiere Größe und belebende Elemente, wie die erwähnten Holzkonsolen oder die unterschiedlich farbig gestalteten Fronten des Bodens von 1898–1899. 

Der Leipziger Bahnhof ist als frühester Standort der Dresdner Eisenbahngeschichte zudem von besonderer ortsgeschichtlicher Bedeutung und besitzt als Endpunkt der ersten deutschen Fernreisebahnlinie einen singulären verkehrsgeschichtlichen Wert. Abgesehen von den bisher als Kulturdenkmal erfassten Teilen des Bahnhofs, handelt es sich bei ihm wegen des Funktionszusammenhangs im Zusammenspiel mit den mehrfach genannten Gründen um ein Kulturdenkmal im Sinne einer Sachgesamtheit. Die einzelnen Elemente des Bahnhofs wirken zusammen und fügen sich zu einem einheitlichen Ganzen. Sie sind somit als eine zusammenhängende Gesamtanlage aufzufassen und gemeinsam zu betrachten (LfD/2022).
4. 1 2  
Endpunkt der ersten deutschen Ferneisenbahn Leipzig–Dresden, Nutzung der Gebäude ursprünglich im Güter- und Personenverkehr, ab 1901 ausschließlich im Güterverkehr, seit den 1990er Jahren keine Nutzung der Gebäude für den Güterverkehr mehr, Zustand der meisten Gebäudeteile stark sanierungsbedürftig. Neue alternative Nutzung des Geländes in Planung.
5. ↑  
Der 1732 außerhalb des Befestigungsrings angelegte Friedhof umfasste ursprünglich ein quadratisches Feld von 105 m Seitenlänge, das sog. 1. Feld, mit Grüften an allen vier Seiten, später mehrfach nach Osten erweitert. – Kleine klassizistische Friedhofskapelle von Christian Traugott Weinlig, um 1790. Flachgedeckter Saal, über dem Altar Marmorrelief von Johannes Schilling mit Darstellung eines Engels, der einem vor ihm knienden Mann einen Kranz aufsetzt, zu diesem beugt sich eine Frau (Joh. 10). – Auf dem Friedhof erhalten eine Fülle historisch interessanter Grabmäler, figürlicher Grabsteine und Gruftgebäude des Barock, Rokoko und Klassizismus (Material nahezu ausnahmslos Sandstein), zum Teil mit prachtvollen schmiedeeisernen Toren und Einfassungen: Gruftbau und Denkmal für den Hofbildhauer Johann Gottfried Knöffler († 1779) und seine Frau Sophie Charlotte, geb. Thomae († 1782), kleiner freistehender Bau an der Westseite, im Innern der ehemalige teilweise vergoldete, auf Löwentatzen stehende und von Knöffler selbst geschaffene Sarkophag (um 1761?). – Gruft Gregory: spätbarocker Bau an der Westseite, über dem Korbbogenportal mit schönem schmiedeeisernem Tor eine reich gerahmte Rokoko-Kartusche mit der Jahreszahl 1754. Im Innern mehrere Wandgräber. An der Conradstraße befindet sich an der Friedhofsmauer eine ca. 130 Jahre alte Stiel-Eichen-Reihe, die für den Friedhof eine wichtige gestalterische Bedeutung hat.
angelegt nach Plänen von Johann Georg Maximilian von Fürstenhoff, erweitert 1759, 1846 und im 20. Jahrhundert, zahlreiche barocke Grabsteine und Grufthäuser erhalten.
6. 1 2  
Friedhof in seiner gewachsenen funktionellen und gestalterischen Einheit mit folgenden Einzeldenkmalen: Verwaltungsgebäude(n) inklusive Einfriedung, Einsegnungshalle (Feierhalle) und Leichenhalle, denkmalwerten Grabstätten, Ruhestätten der  Diakonissen in den Grabfeldern A, E, AII und EII, Anlage mit Kriegerdenkmalen von 1866 und 1870–1871 im Grabfeld VS, Gedenkstätte für 1933–1945 verstorbene Kinder polnischer und sowjetischer Bürger im Grabfeld P, Grabstätte für 428 Kriegsopfer von 1945 im Grabfeld H, der zu Ehren von Oberförster Marschall errichteten „Marschall-Eiche“ im Grabfeld BII und Holzkreuz zwischen Grabfeld NII und QII, gliederndem Wegesystem, struktur- und raumbildender Bepflanzung (Gartendenkmal) sowie Friedhofsmauer einschl. Toranlagen und Toren; baugeschichtlich, künstlerisch, landschaftsgestalterisch sowie ortsgeschichtlich und personengeschichtlich von Bedeutung.
7. ↑  
Das 1897 entstandene Mietshaus Helgolandstraße 1 in Dresden, OT Leipziger Vorstadt erscheint als zeittypischer verputzter Bau. Mit seinen auffälligen, aber auch vereinfachten Schmuck- und Gliederungselementen ist er ein exemplarisches Beispiel für den Ende des 19. Jahrhunderts ausklingenden Historismus, der durch das Nachahmen früherer Stile gekennzeichnet wird. Das viergeschossige Gebäude weist 5 Achsen auf und wird von einem Mansarddach mit 5 Dachgaupen abgeschlossen. Die äußeren Achsen mit Doppelfenstern treten als Risalite leicht hervor. Die Fassade wird durch kräftige Gesimse strukturiert und durch unterschiedliche Fensterverdachungen geprägt. Schmuckelemente, wie die florale Dekoration der Dreiecksgiebelfelder im 1. Obergeschoss, die profilierten Konsolen unter den Sohlbänken und die geschwungenen Hauben über den beiden äußeren Dachgaupen, die außerdem mit Voluten versehen sind, beleben die Fassadenansicht. Als exemplarisches Beispiel für die Architektur des Historismus ist das hier zu beurteilenden Haus baugeschichtlich bedeutend. Durch die wirkungsvolle Aneinanderreihung mit zeitgleich entstandenen Bauten – auch im Zusammenhang mit dem gesamten Quartier zwischen Gutschmidstraße, Johann-Meyer-Straße, Conradstraße und Friedensstraße – wird sein historischer Aussagewert noch potenziert. Neben seinem Zeugniswert für die Architektur kurz vor und um 1900 dokumentiert das hier zu beurteilende Objekt im Zusammenhang mit der umgebenden Bebauung die zunehmende Ausdehnung Dresdens während der Zeit des Wilhelminischen Kaiserreiches und ist somit auch stadtentwicklungsgeschichtlich von Belang. Das öffentliche Erhaltungsinteresse für das Gebäude ergibt sich aus dem Gewicht der bau- und stadtentwicklungsgeschichtlichen Bedeutung und aus der Tatsache, dass derartige Bauten bundesweit als Denkmale erfasst sind und auch von großen Teilen der Bevölkerung als solche akzeptiert werden.
8. ↑  
Das 1901 entstandene Mietshaus Helgolandstraße 14 in Dresden, OT Leipziger Vorstadt erscheint als zeittypischer Klinkerbau. Mit seinen auffälligen, aber auch vereinfachten Schmuck- und Gliederungselementen ist er ein exemplarisches Beispiel für den Ende des 19. Jahrhunderts ausklingenden Historismus, der durch das Nachahmen früherer Stile gekennzeichnet wird. So finden sich eingebettet in die Lisenenabfolge der Obergeschosse gotisierende Vierpässe auf den Brüstungsfeldern der ersten Etage. Belebend wirken auch die beiden Voluten, ursprünglich Renaissancemotive, an der nördlichen Dachgaupe. Abgesehen davon zeigt die Fassade Segmentbögen aus roten Ziegeln, verschiedene Bänderungen und stilisierte Scheitelsteine. Eine bossierte Sandsteinverkleidung verleiht dem Erdgeschoss die Schwere eines Sockels. Im Innern finden sich einige Elemente des ursprünglichen Interieurs im Eingangsbereich und im Treppenhaus, wie Stuckdekor, Dekorationsmalerei und Ätzglas. Als exemplarisches Beispiel für die Architektur des Historismus ist das hier zu beurteilenden Mietshaus baugeschichtlich bedeutend. Durch die wirkungsvolle Aneinanderreihung mit zeitgleich entstandenen Bauten – auch im Zusammenhang mit dem gesamten Quartier zwischen Gutschmidstraße, Johann-Meyer-Straße, Conradstraße und Friedensstraße – wird sein historischer Aussagewert noch potenziert. Neben seinem Zeugniswert für die Architektur kurz vor und um 1900 dokumentiert das hier zu beurteilende Objekt im Zusammenhang mit der umgebenden Bebauung die zunehmende Ausdehnung Dresdens während der Zeit des Wilhelminischen Kaiserreiches und ist somit auch stadtentwicklungsgeschichtlich von Belang. Das öffentliche Erhaltungsinteresse für das Gebäude ergibt sich aus dem Gewicht der bau- und stadtentwicklungsgeschichtlichen Bedeutung und aus der Tatsache, dass derartige Bauten bundesweit als Denkmale erfasst sind und auch von großen Teilen der Bevölkerung als solche akzeptiert werden (LfD/2013).